# Montréal (Gers)
Pour les articles homonymes, voir Montréal (homonymie).
Montréal, ou Montréal-du-Gers (en gascon : Montrejau de Gers), est une commune française du département du Gers, en région Occitanie. Sur le plan historique et culturel, la commune est dans le Condomois, une ancienne circonscription de la province de Gascogne ayant titre de comté.
Exposée à un climat océanique altéré, elle est drainée par l'Auzoue, l'Izaute, le ruisseau de Larluzen, le ruisseau de Répassat et par divers autres petits cours d'eau. La commune possède un patrimoine naturel remarquable composé de six zones naturelles d'intérêt écologique, faunistique et floristique.
Montréal est une commune rurale qui compte 1 176 habitants en 2022, après avoir connu un pic de population de 3 407 habitants en 1793.  Ses habitants sont appelés les Montréalais et Montréalaises.
Le patrimoine architectural de la commune comprend six immeubles protégés au titre des monuments historiques : l'église Saint-Philippe-et-Saint-Jacques, inscrite en 1925, la porte de ville, inscrite en 1925, le château de Balarin, inscrit en 1942, l'église Saint-Pierre de Genens, classée en 1979, l'église Notre-Dame de Luzanet, classée en 1984, et la villa gallo-romaine de Séviac, classée en  1978 et en 2014.

## Géographie

### Localisation
La commune de Montréal est située à la limite des départements de Lot-et-Garonne et des Landes, bâtie sur un site escarpé de la rive droite de l'Auzoue. Elle domine deux collines de part et d'autre de la vallée.
Entre haut et bas Armagnac, elle est la capitale de la Ténarèze.
Montréal est située sur la Via Podiensis du pèlerinage de Saint-Jacques-de-Compostelle. On vient de l'abbaye de Flaran et l'étape suivante est Lauraët.
La ligne des crêtes adoucies qui, quelques kilomètres à l'ouest de Seviac, sépare les bassins de l'Adour et de la Garonne, joint les Pyrénées à la Gironde sans devoir traverser des cours d'eau. C'est la Ténarèze, antique voie de migration néolithique. Elle servit à l'époque romaine et au Moyen Âge. Elle était couverte de moulins à vent. Aujourd'hui, ce mot a été repris pour désigner une zone centrale de l'aire de production de l'eau de vie d'armagnac.
La Ténarèze couvre 105 330 hectares. Hors la vigne, le paysage est surtout marqué par la culture des céréales et des plantes oléagineuses.
Montréal est une bastide avec un plan très régulier, étirée d'est en ouest. Respectant le quadrillage classique des bastides, rues et carrelots mènent à la place centrale entourée de cornières sur trois côtés.

### Communes limitrophes
Les communes limitrophes sont Sainte-Maure-de-Peyriac, Poudenas, Beaumont, Bretagne-d'Armagnac, Castelnau d'Auzan Labarrère, Cazeneuve, Fourcès, Lagraulet-du-Gers, Larroque-sur-l'Osse et Lauraët.
| Sainte-Maure-de-Peyriac (Lot-et-Garonne) | Poudenas (Lot-et-Garonne) | Fourcès             |
| Castelnau d'Auzan Labarrère              | Montréal                  | Larroque-sur-l'Osse |
| Bretagne-d'Armagnac, Cazeneuve           | Lagraulet-du-Gers         | Beaumont, Lauraët   |

### Géologie et relief
Montréal se situe en zone de sismicité 1 (sismicité très faible).
Site paléographique

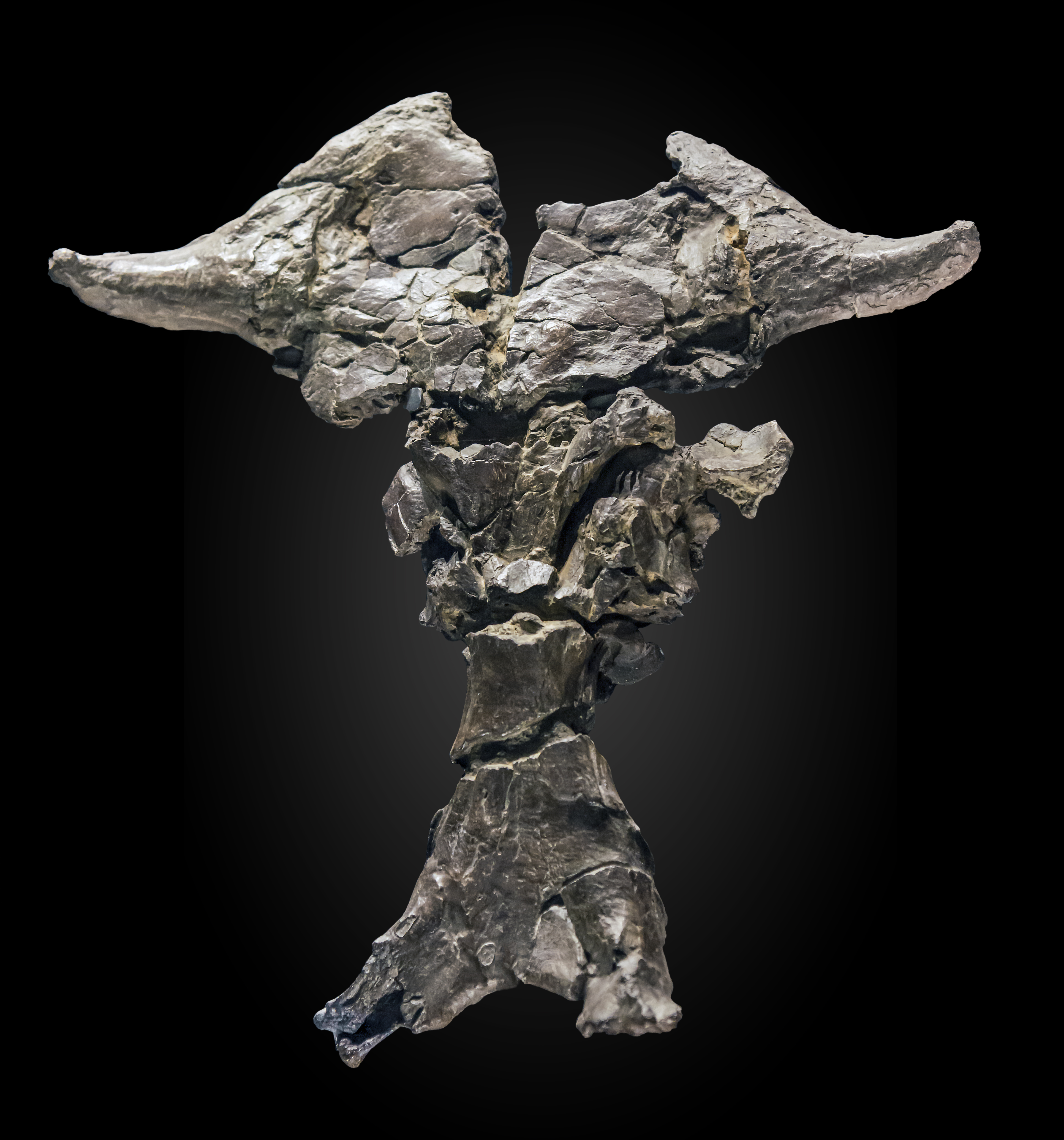
Syntype de l'Ampelomeryx ginsburgi

Le site paléogéographique de fossiles de Montréal, large de plus de 1 hectare, se trouve dans une ancienne carrière près du lieu-dit Béon, le long de la D113 en direction de Gondrin (vers le sud). Il a été découvert en 1987 par Francis Duranthon, dans le cours de l'exploitation de la carrière. En 1990 il a été ajouté à la liste des niveaux repères internationaux. En 1997 la ville de Toulouse a acheté le terrain, qui a été depuis inscrit à l’Inventaire national du Patrimoine Géologique (InPG) comme site de niveau international. Ce site est le plus important connu en France pour le Miocène inférieur (environ 17 millions d’années). Le muséum de Toulouse y mène chaque année des campagnes de fouilles depuis sa découverte. Les collections paléontologiques provenant du site sont conservées au muséum de Toulouse qui en expose les plus beaux spécimens dans sa galerie de paléontologie, et une petite série se trouve au Muséum national d'histoire naturelle (MNHN) à Paris.
Cette carrière a dévoilé plus de 90 espèces de vertébrés dont 50 espèces de mammifères, de reptiles, d'amphibiens et d'oiseaux - y compris quatre espèces nouvelles pour la science. On y a notamment découvert en 1992 le crâne d'un Ampelomeryx, un ruminant tenant à la fois du cerf et de la girafe et qui pourrait être l'ancêtre du rhinocéros.

### Hydrographie

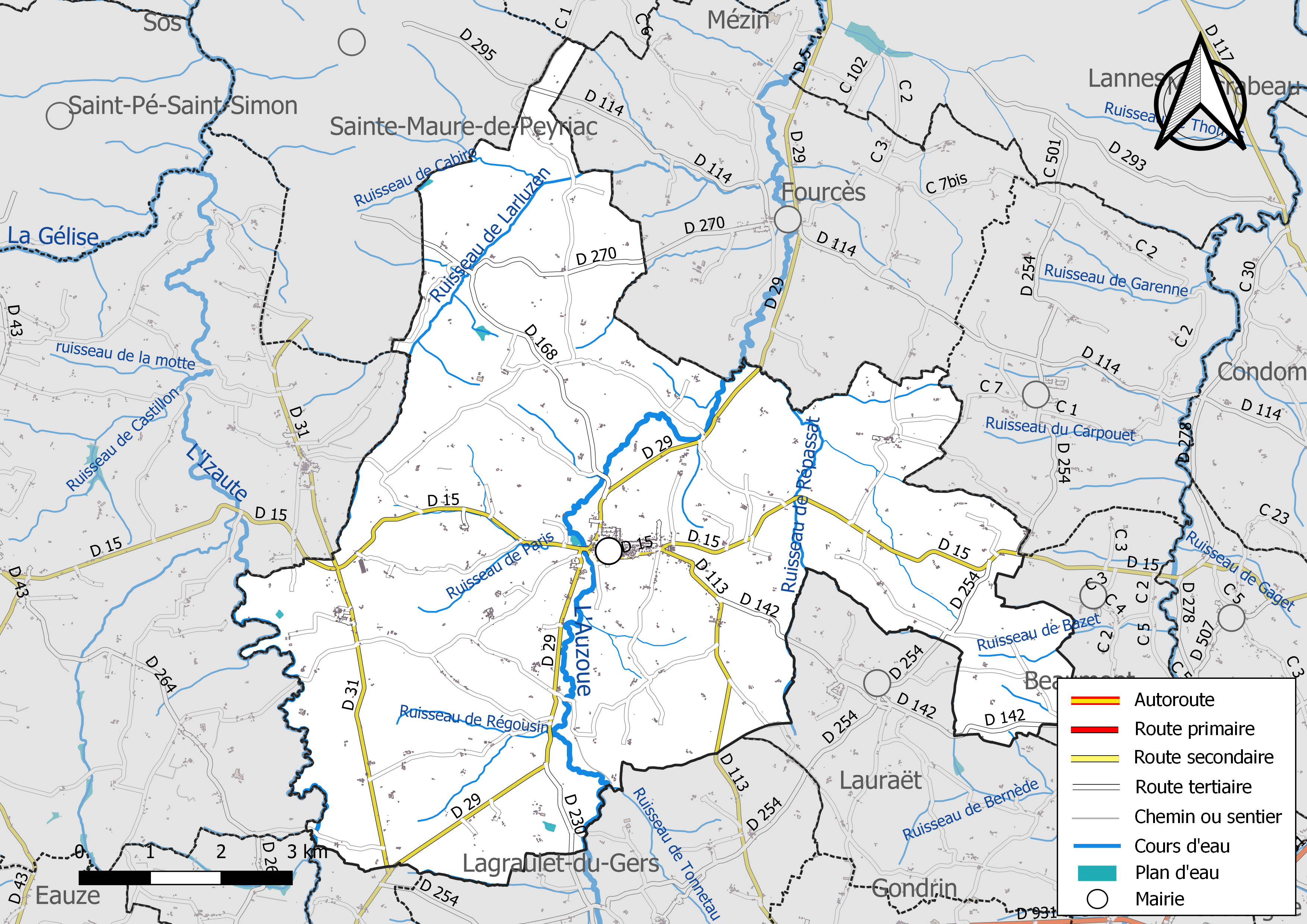
Réseaux hydrographique et routier de Montréal.

La commune est dans le bassin de la Garonne, au sein du bassin hydrographique Adour-Garonne. Elle est drainée par l'Auzoue, l'Izaute, le ruisseau de Larluzen, le ruisseau de Répassat, le ruisseau de Bazet, le ruisseau de Cabiro, le ruisseau de Cassay, le ruisseau de Caude, le ruisseau de Couéchot, le ruisseau de la Père, le ruisseau de Lauzéro, le ruisseau de Paris, le ruisseau de Régousin, le ruisseau de Tonnetau et par divers petits cours d'eau, qui constituent un réseau hydrographique de 51 km de longueur totale,.
L'Auzoue, d'une longueur totale de 74,3 km, prend sa source dans la commune de Mascaras et s'écoule vers le nord. Il traverse la commune et se jette dans la Gélise à Réaup-Lisse, après avoir traversé 19 communes.
L'Izaute, d'une longueur totale de 37,5 km, prend sa source dans la commune de Dému et s'écoule vers le nord. Il traverse la commune et se jette dans la Gélise à Castelnau d'Auzan Labarrère, après avoir traversé 11 communes.

### Climat
Pour des articles plus généraux, voir Climat de l'Occitanie et Climat du Gers.
En 2010, le climat de la commune est de type climat du Bassin du Sud-Ouest, selon une étude s'appuyant sur une série de données couvrant la période 1971-2000. En 2020, Météo-France publie une typologie des climats de la France métropolitaine dans laquelle la commune est exposée à un climat océanique altéré et est dans la région climatique Aquitaine, Gascogne, caractérisée par une pluviométrie abondante au printemps, modérée en automne, un faible ensoleillement au printemps, un été chaud (19,5 °C), des vents faibles, des brouillards fréquents en automne et en hiver et des orages fréquents en été (15 à 20 jours).
Pour la période 1971-2000, la température annuelle moyenne est de 13,2 °C, avec une amplitude thermique annuelle de 15,2 °C. Le cumul annuel moyen de précipitations est de 813 mm, avec 10 jours de précipitations en janvier et 6,6 jours en juillet. Pour la période 1991-2020, la température moyenne annuelle observée sur la station météorologique la plus proche, située sur la commune de Parleboscq à 13 km à vol d'oiseau, est de 13,5 °C et le cumul annuel moyen de précipitations est de 874,0 mm,. Pour l'avenir, les paramètres climatiques de la commune estimés pour 2050 selon différents scénarios d'émission de gaz à effet de serre sont consultables sur un site dédié publié par Météo-France en novembre 2022.

### Milieux naturels et biodiversité
L’inventaire des zones naturelles d'intérêt écologique, faunistique et floristique (ZNIEFF) a pour objectif de réaliser une couverture des zones les plus intéressantes sur le plan écologique, essentiellement dans la perspective d’améliorer la connaissance du patrimoine naturel national et de fournir aux différents décideurs un outil d’aide à la prise en compte de l’environnement dans l’aménagement du territoire.
Quatre ZNIEFF de type 1 sont recensées sur la commune :
- la « lande du Broc Blanc » (230 ha), couvrant 3 communes du département[16] ;
- les « mares temporaires de l´ancienne carrière de Cachiquet » (15 ha)[17] ;
- les « Tunnel de la Ténarèze ou de Pomiro » (253 ha), couvrant 2 communes du département[18] ;
- les « vieux chênes, subéraies et landes de Montréal » (176 ha), couvrant 2 communes du département[19] ;

et deux ZNIEFF de type 2, : 
- le « bois de chênes-lièges des environs de Montréal » (2 865 ha), couvrant 6 communes dont trois dans le Gers et trois en Lot-et-Garonne[20] ;
- « l'Izaute et milieux annexes » (2 772 ha), couvrant 13 communes dont 12 dans le Gers et une en Lot-et-Garonne[21].

Carte des ZNIEFF de type 1 et 2 à Montréal.
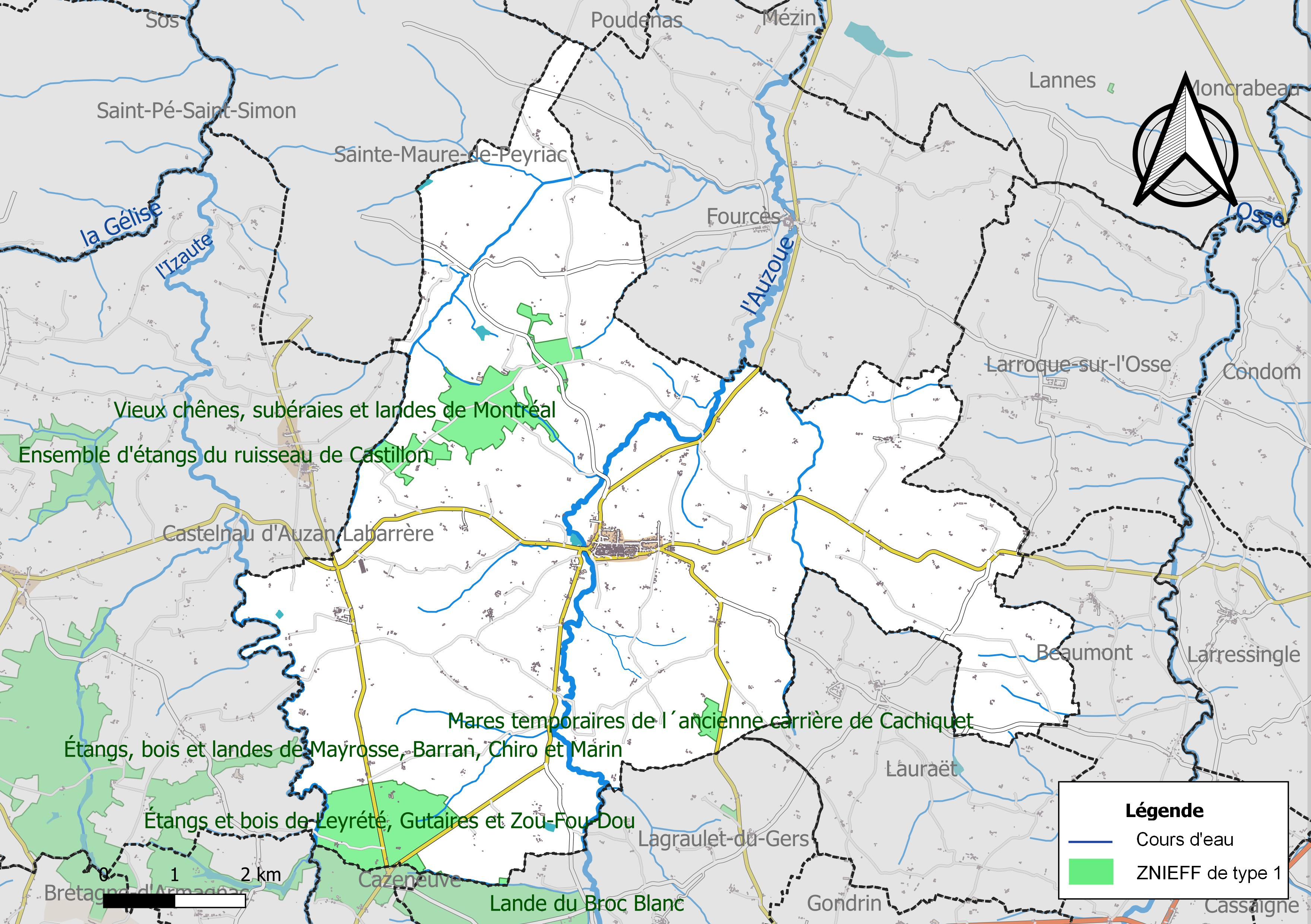
Carte des ZNIEFF de type 1 sur la commune.
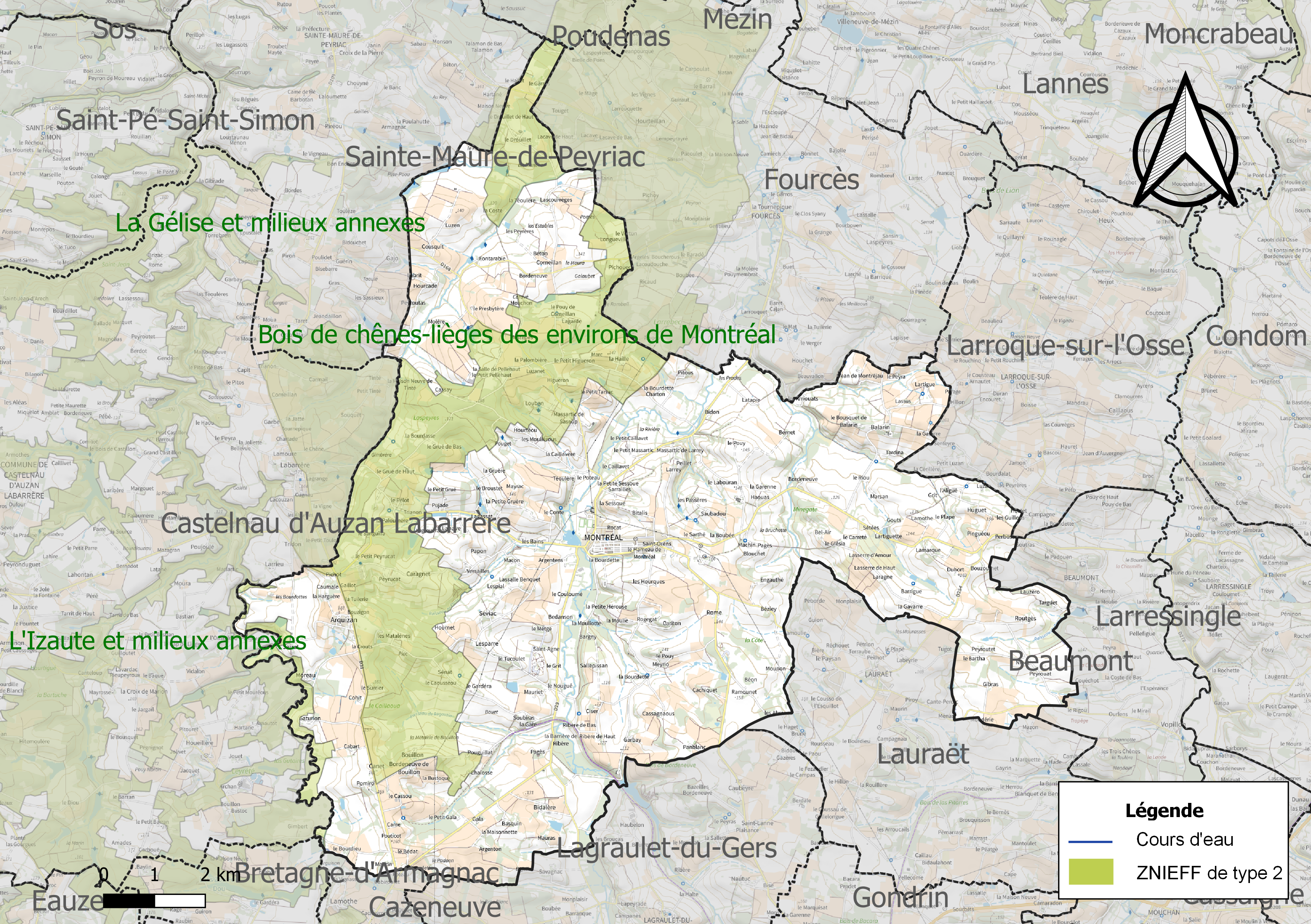
Carte des ZNIEFF de type 2 sur la commune.

## Urbanisme

### Typologie
Au 1er janvier 2024, Montréal est catégorisée commune rurale à habitat très dispersé, selon la nouvelle grille communale de densité à sept niveaux définie par l'Insee en 2022.
Elle est située hors unité urbaine et hors attraction des villes,.

### Occupation des sols
L'occupation des sols de la commune, telle qu'elle ressort de la base de données européenne d’occupation biophysique des sols Corine Land Cover (CLC), est marquée par l'importance des territoires agricoles (91 % en 2018), une proportion sensiblement équivalente à celle de 1990 (90,9 %). La répartition détaillée en 2018 est la suivante : 
terres arables (38,2 %), cultures permanentes (32,1 %), zones agricoles hétérogènes (20 %), forêts (8,2 %), zones urbanisées (0,8 %), prairies (0,8 %). L'évolution de l’occupation des sols de la commune et de ses infrastructures peut être observée sur les différentes représentations cartographiques du territoire : la carte de Cassini (XVIIIe siècle), la carte d'état-major (1820-1866) et les cartes ou photos aériennes de l'IGN pour la période actuelle (1950 à aujourd'hui).

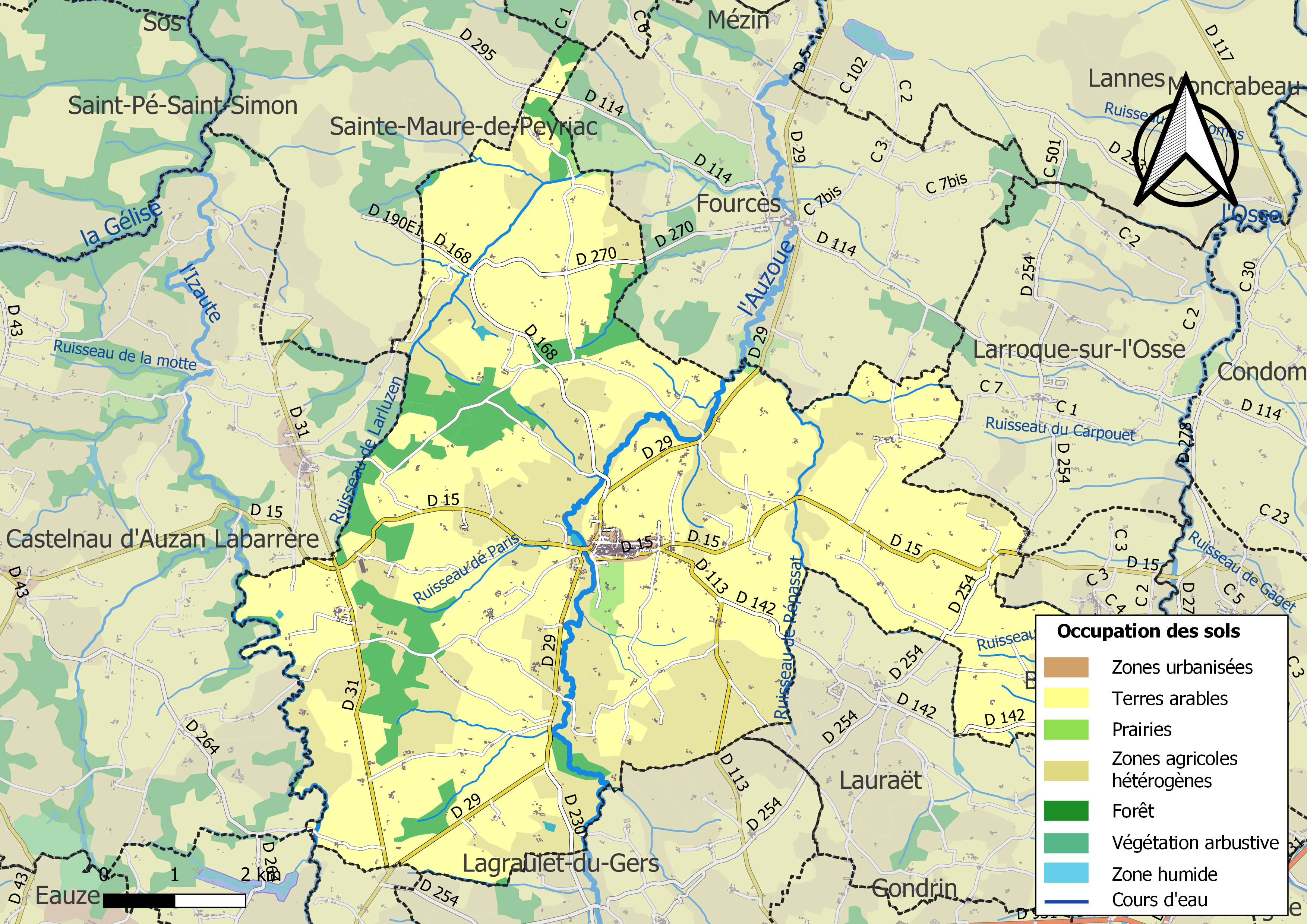
Carte des infrastructures et de l'occupation des sols de la commune en 2018 (CLC).

### Risques majeurs
Le territoire de la commune de Montréal est vulnérable à différents aléas naturels : météorologiques (tempête, orage, neige, grand froid, canicule ou sécheresse) et séisme (sismicité très faible). Un site publié par le BRGM permet d'évaluer simplement et rapidement les risques d'un bien localisé soit par son adresse soit par le numéro de sa parcelle.

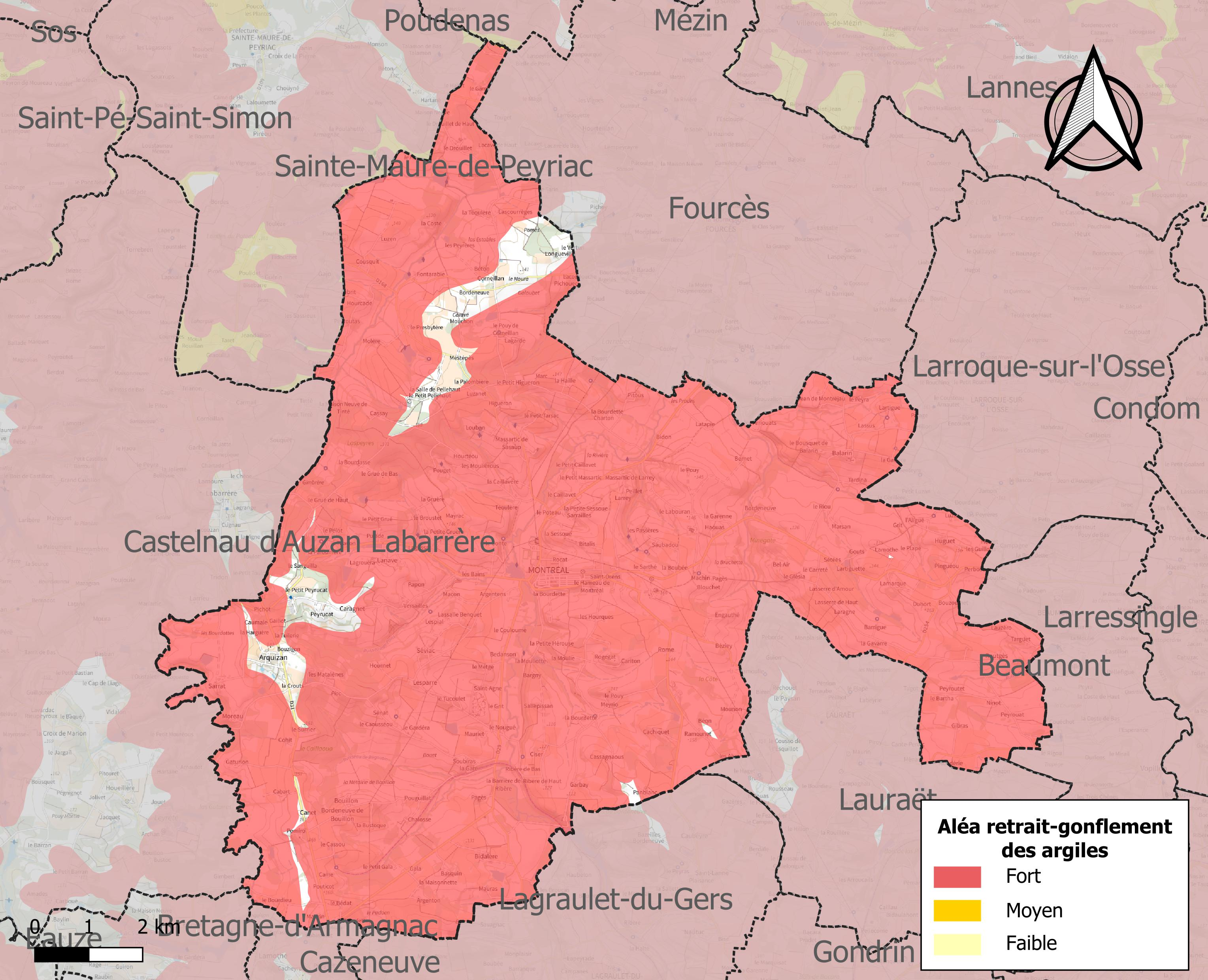
Carte des zones d'aléa retrait-gonflement des sols argileux de Montréal.

Le retrait-gonflement des sols argileux est susceptible d'engendrer des dommages importants aux bâtiments en cas d’alternance de périodes de sécheresse et de pluie. 95,2 % de la superficie communale est en aléa moyen ou fort (94,5 % au niveau départemental et 48,5 % au niveau national). Sur les 736 bâtiments dénombrés sur la commune en 2019, 686 sont en aléa moyen ou fort, soit 93 %, à comparer aux 93 % au niveau départemental et 54 % au niveau national. Une cartographie de l'exposition du territoire national au retrait gonflement des sols argileux est disponible sur le site du BRGM,.
Par ailleurs, afin de mieux appréhender le risque d’affaissement de terrain, l'inventaire national des cavités souterraines permet de localiser celles situées sur la commune.
La commune a été reconnue en état de catastrophe naturelle au titre des dommages causés par les inondations et coulées de boue survenues en 1988, 1999, 2009, 2018 et 2020. Concernant les mouvements de terrains, la commune a été reconnue en état de catastrophe naturelle au titre des dommages causés par la sécheresse en 1989, 1991, 1993, 1997, 2002, 2011 et 2012 et par des mouvements de terrain en 1999.

## Histoire
Le village est une bastide typique du XIIIe siècle, bâtie sur un éperon rocheux dominant l'Auzoue, sur l'emplacement d'un oppidum celtibère. C'est l'une des premières bastides gasconnes et la première du Gers. Elle a été fondée le 30 mars 1255 par Alphonse de Poitiers, frère de Saint-Louis, devenu maître du comté de Toulouse et du comté d'Agenais par son mariage en 1229 avec Jeanne, fille de Raymond VII.
L'un de ses officiers, Guillaume de Balneolis, sénéchal pour l'Agenais, vint lui-même choisir l'emplacement de la bastide au printemps 1255 et la baptisa Montréal (Mont Royal) à la gloire de la dynastie capétienne dont l'autorité s'implantait petit à petit en Gascogne. C'est un notaire d'Agen, Pons Maynard, qui eut la charge de dresser le plan et d'écrire les coutumes.
Montréal, d'abord rattachée au comté de Toulouse, passa dans le domaine de la couronne sous Philippe III le Hardi avec le reste du Languedoc. Elle eut une justice royale, dépendante de la sénéchaussée de Condom.
Sise "sur la frontière", elle eut à souffrir pendant deux cents ans des rivalités franco-anglaises. En 1279 elle est réunie à la couronne d'Angleterre avec plusieurs autres cités du duché de Guyenne. En 1324 elle revient à la France, puis à nouveau à l'Angleterre en 1360. Pendant les longues années de la guerre de Cent Ans, elle sera écartelée et passera souvent d'un camp à l'autre.
Charles IX visita Montréal le 26 juillet 1565 et y reçut les honneurs d'une entrée solennelle.
Pendant les guerres de religion, Montgomery, chef protestant, incendia Montréal après 1565 sous les ordres de Jeanne d'Albret.
De nos jours, il reste des débris des fortifications, détruites à la Révolution.
Montréal était autrefois appelée Montréal-en-Agenais ou Montréal-en-Condomois.

## Politique et administration

### Liste des maires

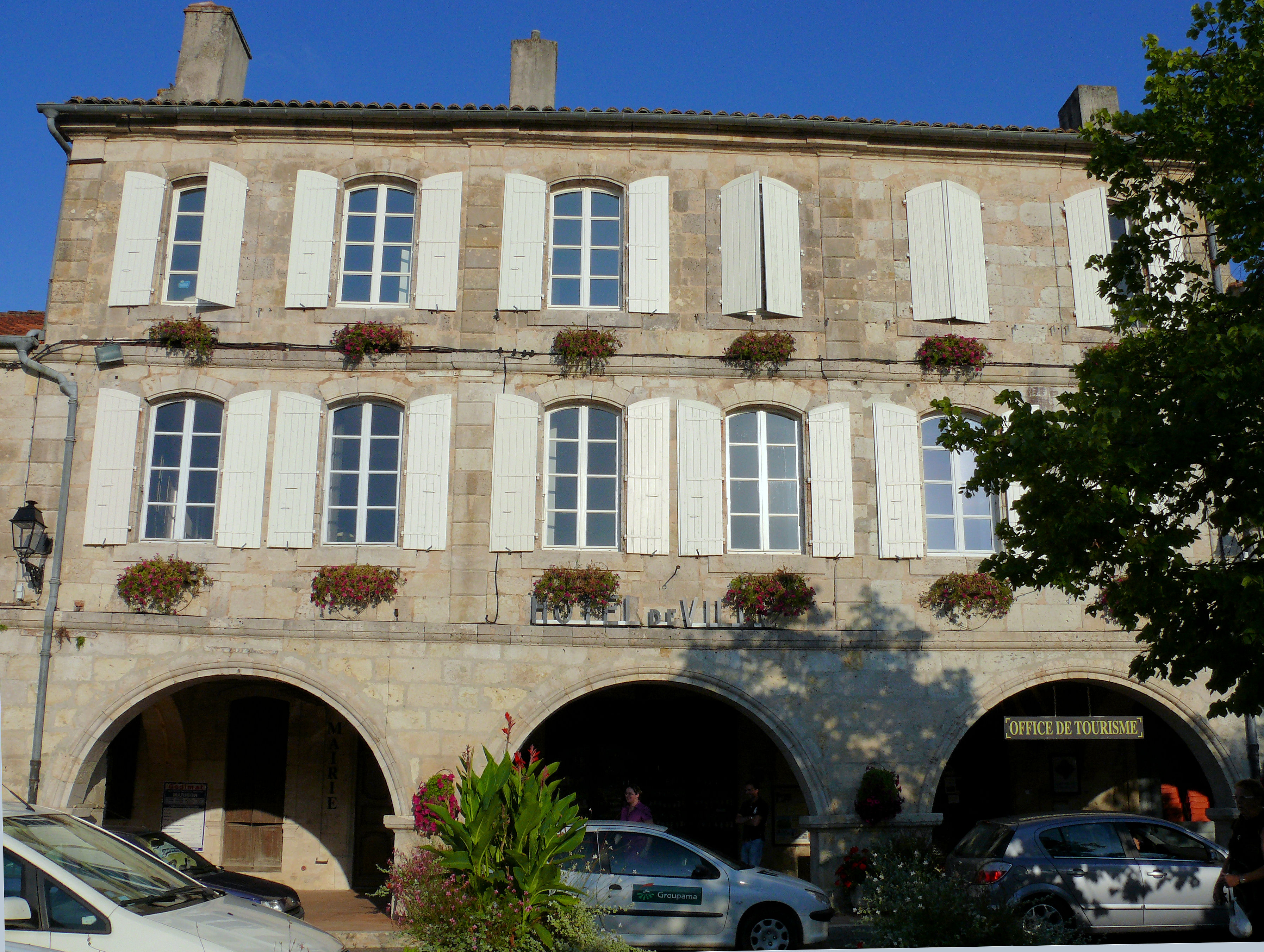
Mairie

| Période                                  | Période  | Identité       | Étiquette       | Qualité                                                                 |
| ---------------------------------------- | -------- | -------------- | --------------- | ----------------------------------------------------------------------- |
| 1841                                     | 1844     | Lamothe        |                 |                                                                         |
| 1844                                     | 1850     | Tardit         |                 |                                                                         |
| 1850                                     | 1852     | Sansot         |                 |                                                                         |
| 1852                                     | 1853     | Laura          |                 |                                                                         |
| 1853                                     | 1871     | Lamothe        |                 |                                                                         |
| 1871                                     | 1875     | Dallas         |                 |                                                                         |
| 1875                                     | 1879     | Lavergne (de)  |                 |                                                                         |
| 1879                                     | 1887     | Duffau         |                 |                                                                         |
| 1887                                     | 1909     | Drouillet      |                 |                                                                         |
| 1909                                     | 1926     | Joseph Ducaud  |                 | Député (1919-1924)                                                      |
| 1926                                     | 1936     | Aurensan       |                 |                                                                         |
| 1936                                     | 1946     | Bezolle        |                 |                                                                         |
| 1946                                     | 1974     | Henri Magen    |                 |                                                                         |
| 1974                                     | 1983     | Guy Champ      |                 |                                                                         |
| 1983                                     | 1989     | André Duffau   |                 |                                                                         |
| 1989                                     | En cours | Gérard Bezerra | UDF puis UMP-LR | Chef d'entreprise Conseiller général (1985-2011) et Conseiller Régional |
| Les données manquantes sont à compléter. |          |                |                 |                                                                         |

### Jumelages
Wittisheim (France)
 Montréal, Québec (Québec)

## Population et société

### Démographie
| 1793  | 1800  | 1806  | 1821  | 1831  | 1841  | 1846  | 1851  | 1856  |
| ----- | ----- | ----- | ----- | ----- | ----- | ----- | ----- | ----- |
| 3 407 | 2 670 | 2 776 | 2 840 | 2 877 | 2 727 | 2 718 | 2 731 | 2 733 |

| 1861  | 1866  | 1872  | 1876  | 1881  | 1886  | 1891  | 1896  | 1901  |
| ----- | ----- | ----- | ----- | ----- | ----- | ----- | ----- | ----- |
| 2 790 | 2 733 | 2 553 | 2 541 | 2 687 | 2 604 | 2 539 | 2 223 | 2 073 |

| 1906  | 1911  | 1921  | 1926  | 1931  | 1936  | 1946  | 1954  | 1962  |
| ----- | ----- | ----- | ----- | ----- | ----- | ----- | ----- | ----- |
| 2 007 | 1 955 | 1 812 | 1 882 | 1 954 | 2 002 | 2 067 | 2 030 | 1 893 |

| 1968  | 1975  | 1982  | 1990  | 1999  | 2006  | 2008  | 2013  | 2018  |
| ----- | ----- | ----- | ----- | ----- | ----- | ----- | ----- | ----- |
| 1 714 | 1 493 | 1 326 | 1 221 | 1 238 | 1 263 | 1 269 | 1 184 | 1 166 |

| 2022  | - | - | - | - | - | - | - | - |
| ----- | - | - | - | - | - | - | - | - |
| 1 176 | - | - | - | - | - | - | - | - |

| selon la population municipale des années : | 1968 | 1975 | 1982 | 1990 | 1999 | 2006 | 2009 | 2013 |
| Rang de la commune dans le département      | 12   | 16   | 17   | 22   | 21   | 20   | 21   | 25   |
| Nombre de communes du département           | 466  | 462  | 462  | 462  | 463  | 463  | 463  | 463  |

### Enseignement
L'école Primaire Publique de Montréal est composée de 5 classes qui accueillent les enfants de la maternelle (à partir de 3 ans) au CM2. Elle relève de l'Académie de Toulouse et de la zone C. Elle propose une restauration scolaire.

### Manifestations culturelles et festivités
Le village accueille aussi des marchés : un marché traditionnel tous les vendredis matin, un marché aux fleurs le dernier week-end d'avril (la bastide est alors fermée à la circulation et transformée en une grande exposition de fleurs et de plantes), des marchés à la brocante les deuxièmes dimanches de chaque mois entre mai et novembre compris, un marché aux livres anciens mi-juillet pendant tout le week-end.

### Sports
- Club de rugby à XV, US Montréal du Gers, évoluant en Championnat de France de 2e série.
- Association Sportive de la Course Landaise
- Sentier de grande randonnée 654

## Économie

### Revenus
En 2018  (données Insee publiées en septembre 2021), la commune compte 521 ménages fiscaux, regroupant 1 045 personnes. La médiane du revenu disponible par unité de consommation est de 19 130 € (20 820 € dans le département).

### Emploi
|                | 2008  | 2013  | 2018  |
| -------------- | ----- | ----- | ----- |
| Commune        | 5,1 % | 7,4 % | 7,9 % |
| Département    | 6,1 % | 7,5 % | 8,2 % |
| France entière | 8,3 % | 10 %  | 10 %  |

En 2018, la population âgée de 15 à 64 ans s'élève à 636 personnes, parmi lesquelles on compte 73,4 % d'actifs (65,6 % ayant un emploi et 7,9 % de chômeurs) et 26,6 % d'inactifs,. Depuis 2008, le taux de chômage communal (au sens du recensement) des 15-64 ans est inférieur à celui de la France et du département.
La commune est hors attraction des villes,. Elle compte 386 emplois en 2018, contre 424 en 2013 et 451 en 2008. Le nombre d'actifs ayant un emploi résidant dans la commune est de 443, soit un indicateur de concentration d'emploi de 87,1 % et un taux d'activité parmi les 15 ans ou plus de 47,5 %.
Sur ces 443 actifs de 15 ans ou plus ayant un emploi, 197 travaillent dans la commune, soit 45 % des habitants. Pour se rendre au travail, 82,2 % des habitants utilisent un véhicule personnel ou de fonction à quatre roues, 1,1 % les transports en commun, 6,6 % s'y rendent en deux-roues, à vélo ou à pied et 10,2 % n'ont pas besoin de transport (travail au domicile).

### Activités hors agriculture

#### Secteurs d'activités
137 établissements sont implantés  à Montréal au 31 décembre 2019. Le tableau ci-dessous en détaille le nombre par secteur d'activité et compare les ratios avec ceux du département,.
| Secteur d'activité                                                                                        | Commune | Commune | Département |
| Secteur d'activité                                                                                        | Nombre  | %       | %           |
| --- | ------- | ------- | ----------- |
| Ensemble                                                                                                  | 137     | 100 %   | (100 %)     |
| Industrie manufacturière, industries extractives et autres                                                | 12      | 8,8 %   | (12,3 %)    |
| Construction                                                                                              | 10      | 7,3 %   | (14,6 %)    |
| Commerce de gros et de détail, transports, hébergement et restauration                                    | 44      | 32,1 %  | (27,7 %)    |
| Information et communication                                                                              | 1       | 0,7 %   | (1,8 %)     |
| Activités financières et d'assurance                                                                      | 7       | 5,1 %   | (3,5 %)     |
| Activités immobilières                                                                                    | 14      | 10,2 %  | (5,2 %)     |
| Activités spécialisées, scientifiques et techniques et activités de services administratifs et de soutien | 15      | 10,9 %  | (14,4 %)    |
| Administration publique, enseignement, santé humaine et action sociale                                    | 24      | 17,5 %  | (12,3 %)    |
| Autres activités de services                                                                              | 10      | 7,3 %   | (8,3 %)     |

Le secteur du commerce de gros et de détail, des transports, de l'hébergement et de la restauration est prépondérant sur la commune puisqu'il représente 32,1 % du nombre total d'établissements de la commune (44 sur les 137 entreprises implantées  à Montréal), contre 27,7 % au niveau départemental.

#### Entreprises et commerces
L'entreprise ayant son siège social sur le territoire communal qui génère le plus de chiffre d'affaires en 2020 est : Horgelus, commerce de gros (commerce interentreprises) de boissons (3 264 k€).
L'essentiel de l'activité économique de Montréal s'organise autour de la production et la vente de produits du terroir : conserveries, croustades, foies gras, confit, miel, Côtes-de-gascogne (VDP), floc et eau-de-vie d'armagnac.

### Agriculture
La commune est dans le Ténarèze, une petite région agricole occupant le centre du département du Gers, faisant transition entre lʼAstarac “pyrénéen”, dont elle est originaire et dont elle prolonge et atténue le modelé, et la Gascogne garonnaise dont elle annonce le paysage. En 2020, l'orientation technico-économique de l'agriculture  sur la commune est la viticulture.
|               | 1988  | 2000  | 2010  | 2020  |
| ------------- | ----- | ----- | ----- | ----- |
| Exploitations | 147   | 98    | 83    | 65    |
| SAU (ha)      | 5 183 | 5 092 | 4 759 | 4 835 |

Le nombre d'exploitations agricoles en activité et ayant leur siège dans la commune est passé de 147 lors du recensement agricole de 1988  à 98 en 2000 puis à 83 en 2010 et enfin à 65 en 2020, soit une baisse de 56 % en 32 ans. Le même mouvement est observé à l'échelle du département qui a perdu pendant cette période 51 % de ses exploitations,. La surface agricole utilisée sur la commune a également diminué, passant de 5 183 ha en 1988 à 4 835 ha en 2020. Parallèlement la surface agricole utilisée moyenne par exploitation a augmenté, passant de 35 à 74 ha.

## Culture locale et patrimoine

### Lieux et monuments

#### Édifices publics
Montréal est classé parmi les plus beaux villages de France.
- La mairie est du XVIIIe siècle.
- Un musée archéologique, accessible depuis l'office du tourisme, regroupe des pièces venant des fouilles de Séviac.
- La villa gallo-romaine de Séviac[44] : fouillée depuis 1961, c'est une villa classique du IVe siècle, à péristyle : trois ailes encadrent une cour intérieure et sont flanquées au sud d'un complexe thermal avec hypocaustes en  parfait état de conservation ; autour de la cour, quatre galeries desservent les pièces d'habitation et d'usage.

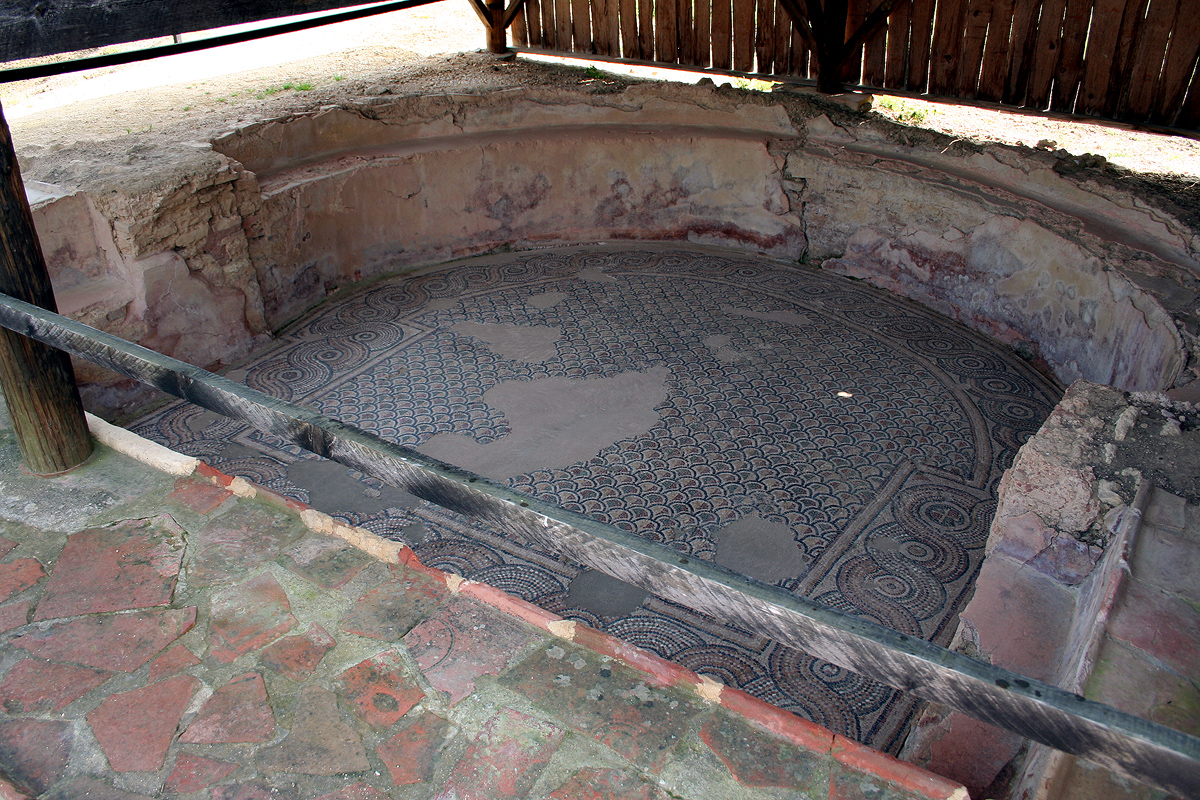
Thermes à la villa de Séviac, une parmi les superbes mosaïques
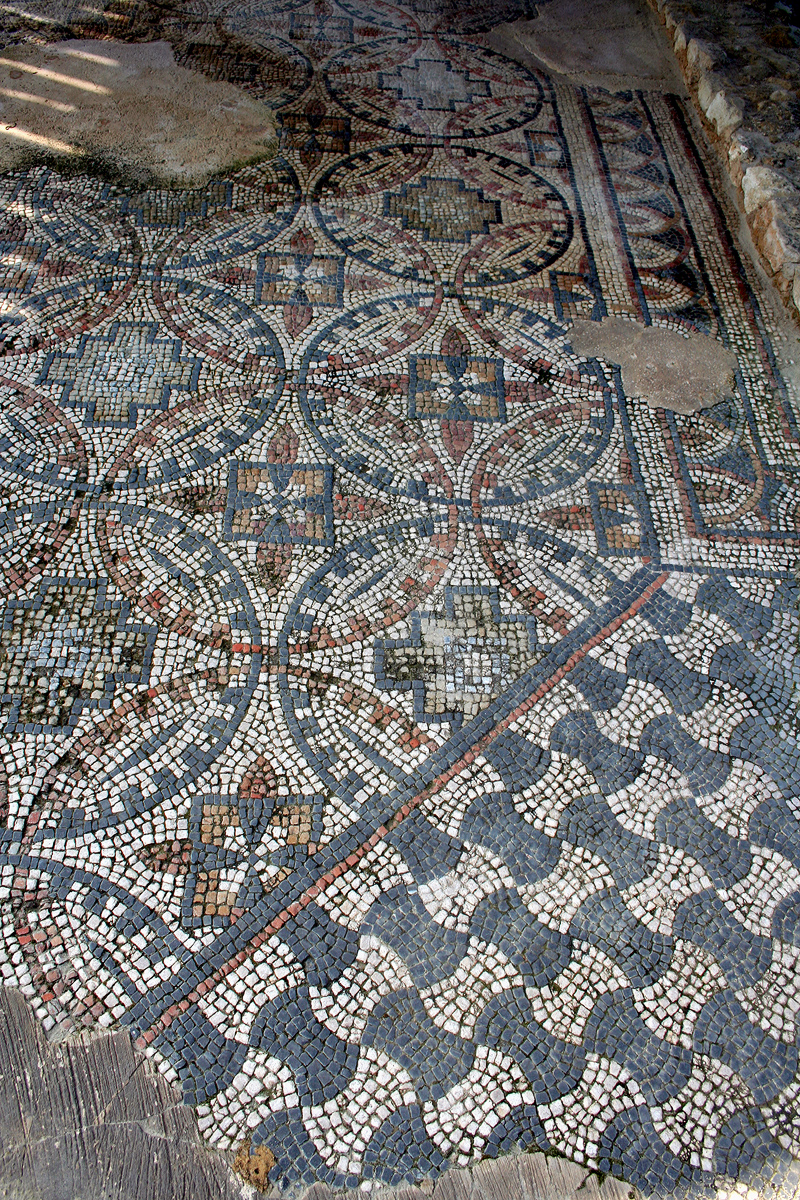
Villa de Séviac, mosaïques

- Villa gallo-romaine du Glézia ou Glésia. Cette villa, reconnue en 1883, a été fouillée à partir de 1887. Plusieurs mosaïques y ont été mises à jour[45],[46],[47].
- Le château de Balarin[48]. Il est caractéristique des époques guerrières des XIIIe et XIVe siècles qui voyaient s'affronter Anglais et Français par son logis rectangulaire flanqué d'un donjon carré, par la disposition des machicoulis, et par la forme des meurtrières. Le donjon et son mur de soutènement sont inscrits MH depuis le 15 avril 1942.
- Le Château de Fourcès
- Le site de Béon, un. site paléologique d'importance internationale

#### Édifices religieux
La Collégiale Saint-Philippe-et-Saint-Jacques de Montréal (Gers),
Elle a été érigée sur les restes d'un première église dédiée à la Vierge (L'église est encore parfois désignée dans des publications sous le nom d'église Sainte-Marie ou Notre-Dame), date de 1300 (la date est portée sur le pilier de la nef le plus proche du chœur, du côté nord). Elle est en partie fortifiée, d'où son aspect assez imposant. Elle a été restaurée au XVIIe siècle. Elle possède une mosaïque gallo-romaine. Reste d'un beau portail gothique qui n'a plus malheureusement ses sculptures. Le chœur et les vitraux ont été réagencés au XIXe siècle. Elle est inscrite au titre des monuments historiques depuis 1925.
Dans le prolongement du mur sud de l'église subsiste une porte de ville fortifiée inscrite au titre des monuments historiques.

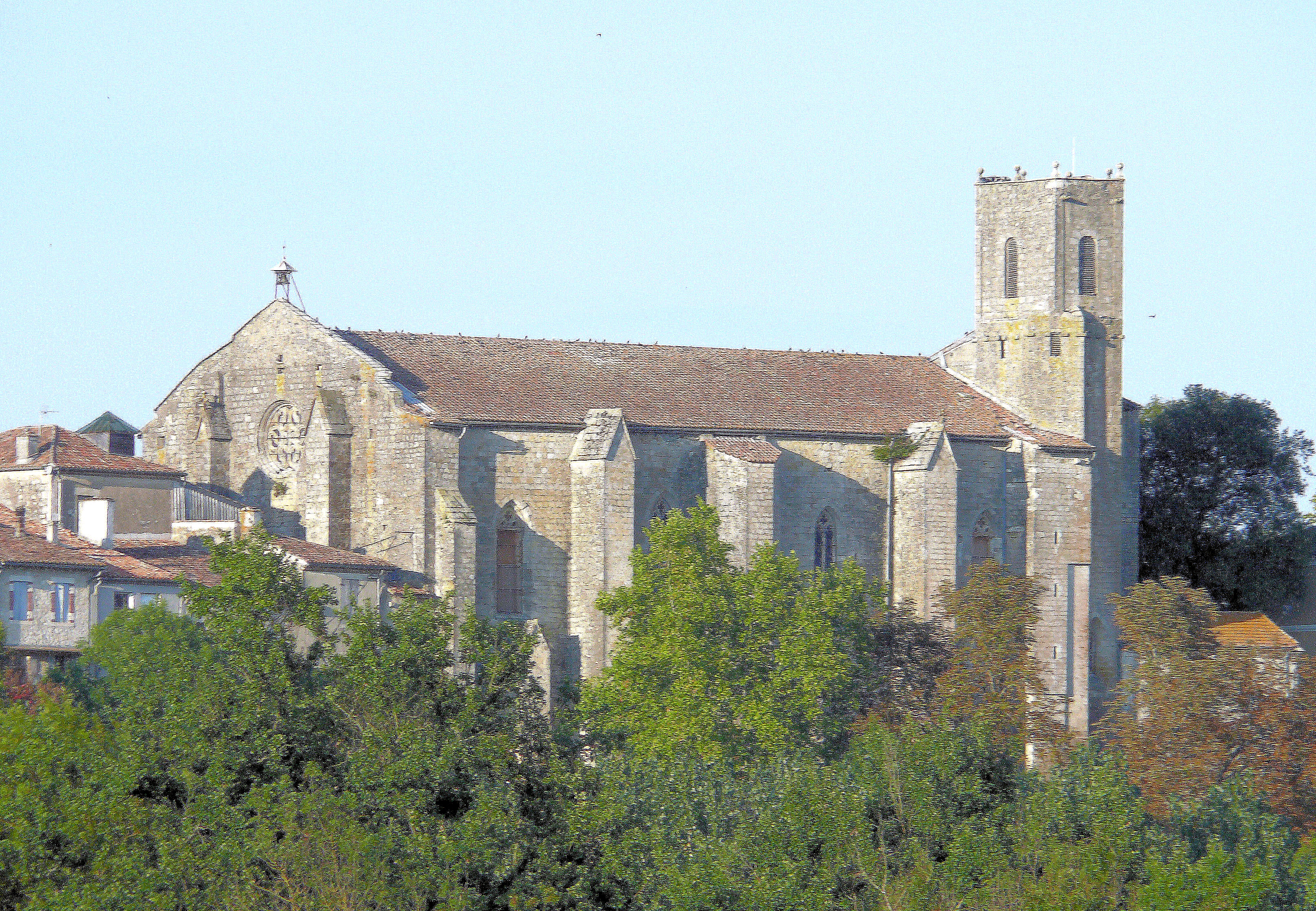
Collégiale Saint-Philippe-et-Saint-Jacques
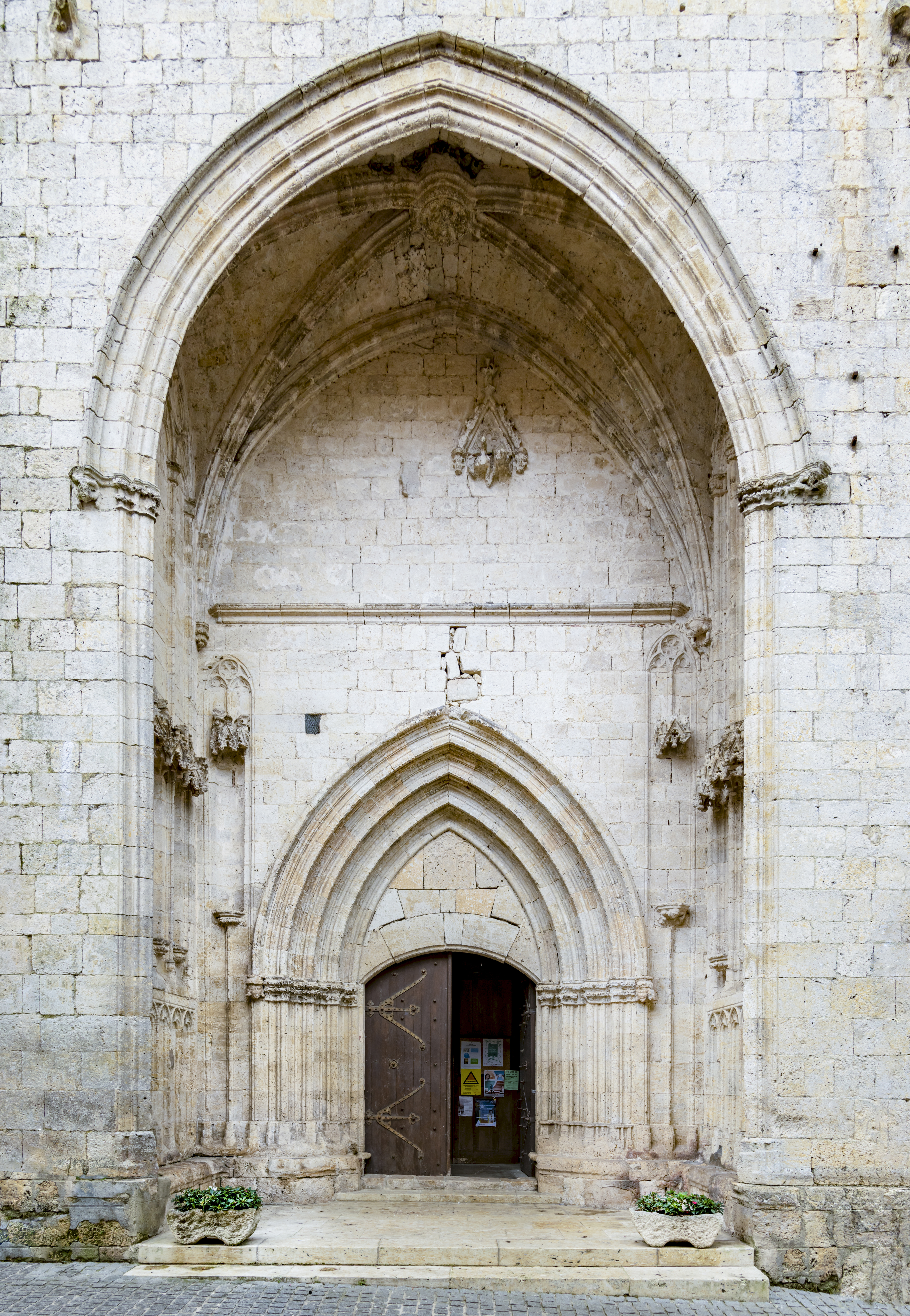
Collégiale Saint-Philippe-et-Saint-Jacques - Le portail
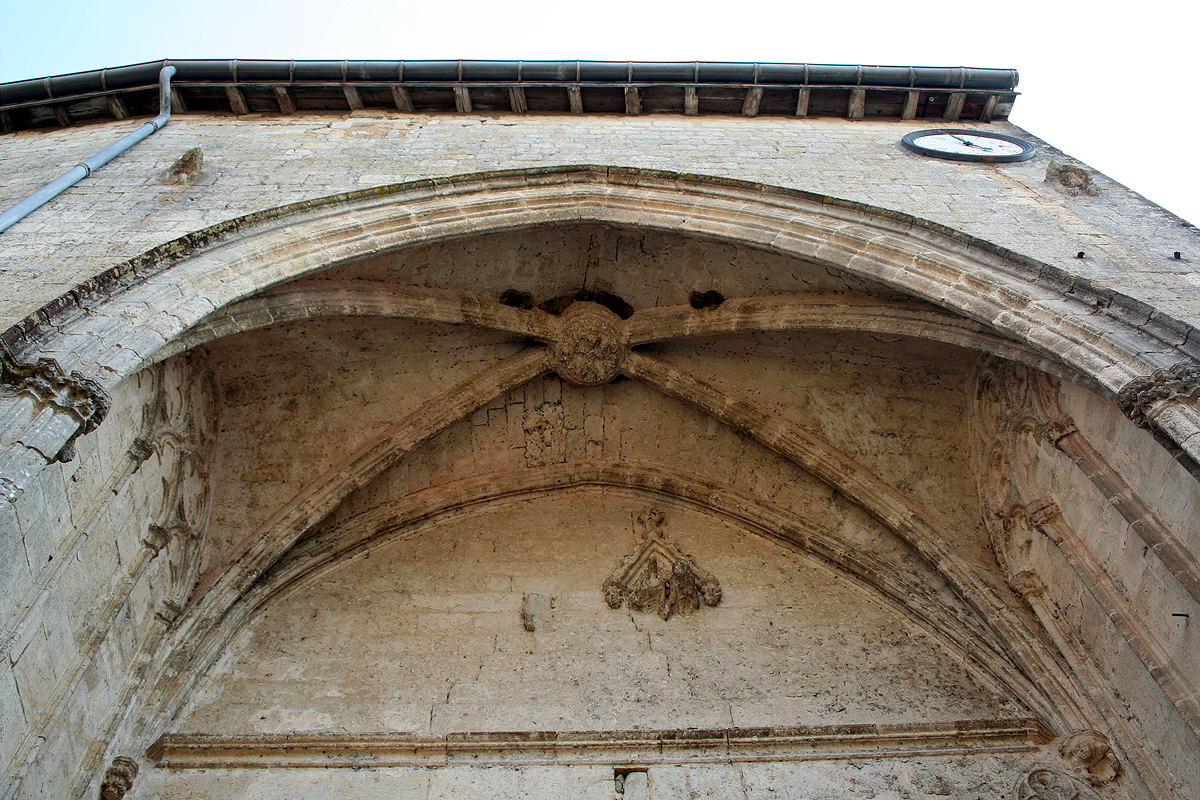
Collégiale Saint-Philippe-et-Saint-Jacques de Montréal
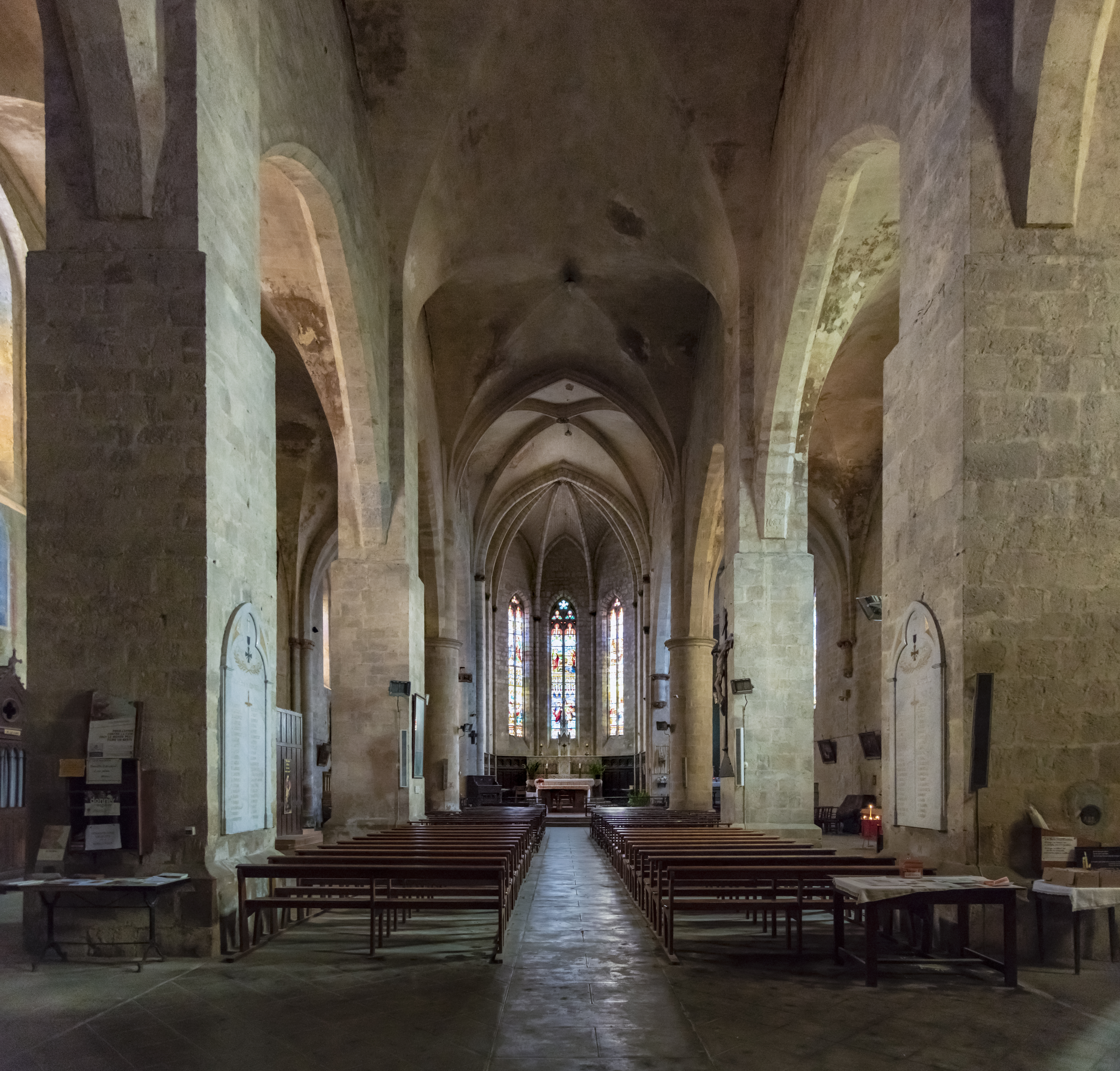
Intérieur de la Collégiale
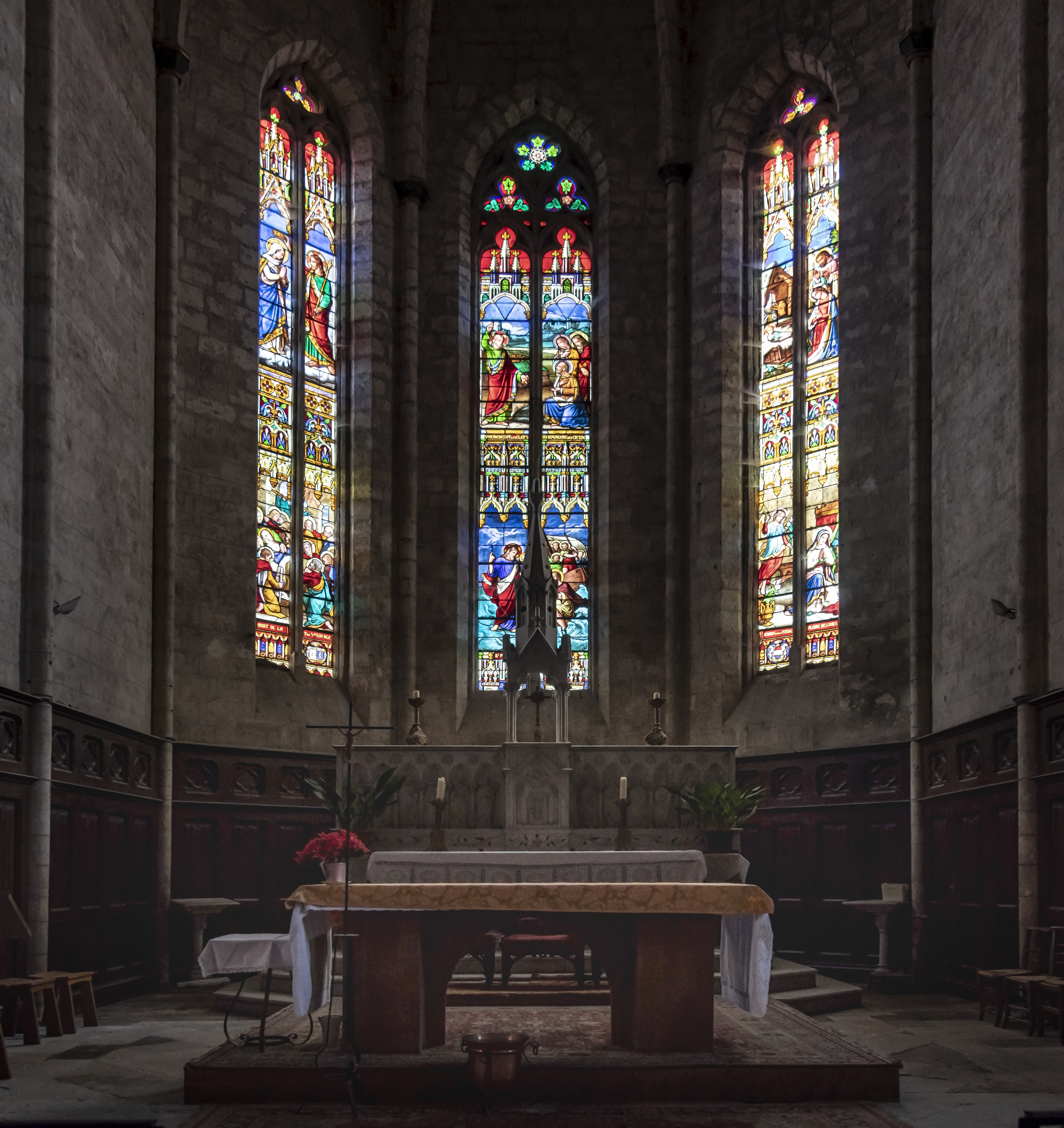
Le chœur et les vitraux de l'abside
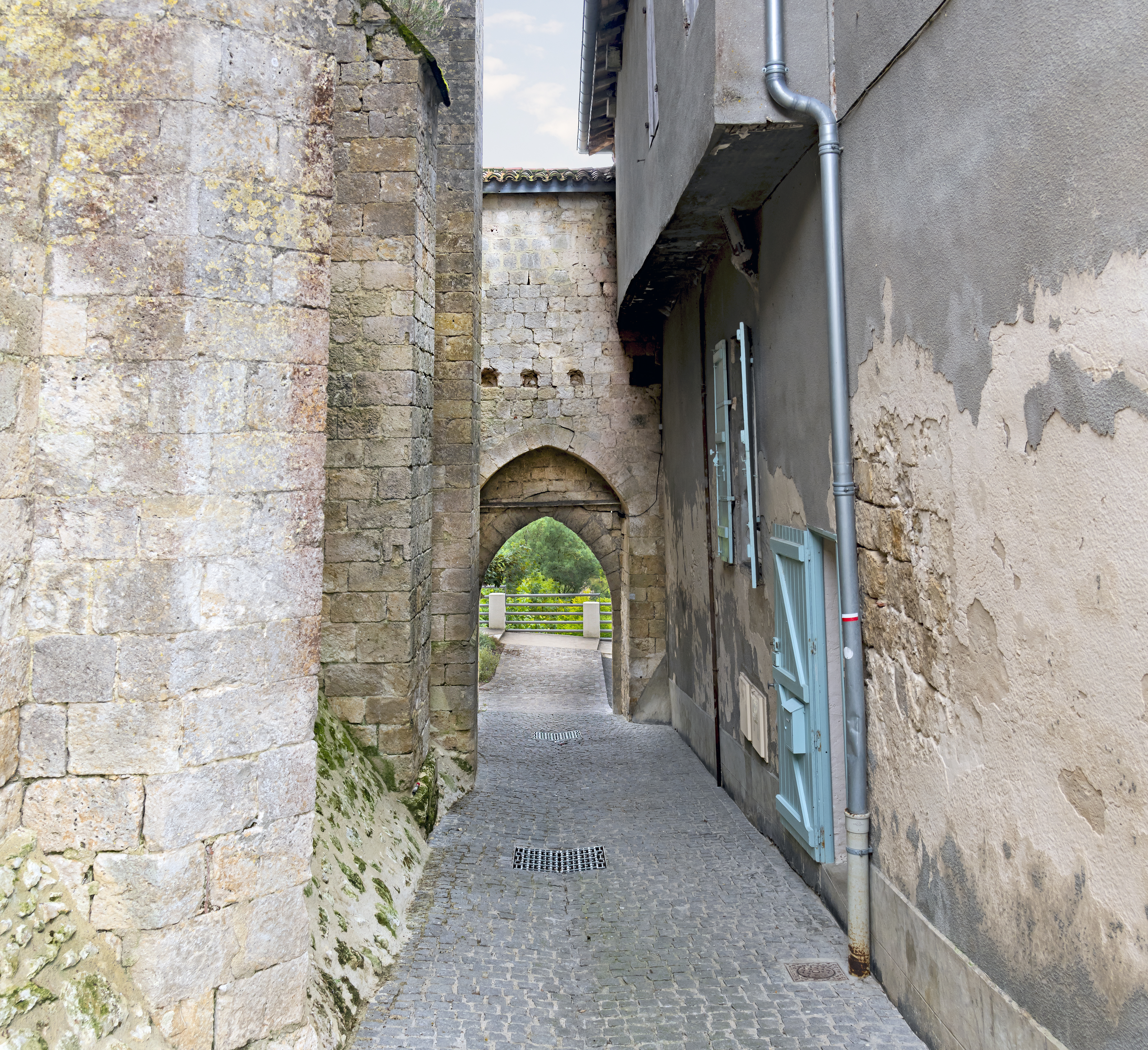
Porte fortifiée

L'église romane Saint-Pierre de Genens, du XIIe siècle
Elle se trouve à 2 km au sud de Montréal, sur la rive droite de l'Auzoue. Ce ne sont plus que des vestiges. Elle a été ruinée puis pillée par les troupes protestantes de Montgomery. Puis elle été dépouillée de sa toiture, au début du XIXe siècle, pour restaurer l'église paroissiale.
Toutefois, il est toujours possible d'admirer sur le linteau de la porte sculpté un beau chrisme en marbre gris et autour de l'abside, trois colonnes en marbre griotte qui sont des réemplois gallo-romains. Ces colonnes sont surmontées de chapiteaux en marbre. Ces réemplois pourraient venir d'une certaine villa Genengus qui fut donnée en 680 à l'abbaye de Moissac. Dans les premières années du XIIe siècle, l'église fut donnée au chapitre d'Auch. C'est ce dernier qui est à l'origine de l'édifice que l'on voit de nos jours.
L'église est de petite dimension (26,10 m de long pour 7,60 m de largeur au niveau du chevet et 9,10 m au niveau de la nef). Elle est cependant très homogène. Ses murs sont en moyen appareil bien régulier aux layures obliques très marquées. Son chevet est rectangulaire, couvert d'un berceau. Il est divisé à l'intérieur en trois étages par des corniches ornées de boules et soutenues par des modillons. :Dans sa partie basse, sur chacune de ses trois faces, on peut admirer deux arcades s'appuyant aux extrémités sur un pilastre nu et au centre sur une colonnette de marbre rouge jaspé (griotte) surmonté d'un chapiteau. L'étage intermédiaire comporte deux fenêtres. Le mur est de l'étage haut est percé par un oculus.
La nef unique est partagée en trois travées inégales. Un escalier carré est aménagé dans l'angle sud-ouest. Il donnait autrefois accès au clocher.
Le portail ouvre au Sud. Il est de forme simple mais présente un décor de grande qualité : piedroits à arête vive surmontés d'impostes ornées de roses ou de palmettes, belle torsade sur l'une des trois voussures le surmontant. Sur son tympan, un de ces chrismes que l'on rencontre souvent sur les églises de la région. Mais, particularité, il est en marbre. Il a été certainement taillé au XIIe siècle dans une plaque réemployée, car à un archaïsme apparent constaté dans d'autres églises gersoises, sont associées des formes et des décorations forts évoluées, notamment dans le dessin des lettres.
Louis Maribon de Montaut est inhumé à l'intérieur de cette église, en ruine mais sauvegardée grâce à l'association « Pour Genens ».
Elle a été classée Monument historique le 27 décembre 1979.
L'église gothique de l'ancienne commune de Luzanet
Située route de Sainte-Maure, classée Monument historique le 28 décembre 1984.
L'église Saint-Louis-et-Sainte-Marie-Madeleine de Routgès
Également dédiée à Sainte Marie Madeleine, sur le trajet du chemin de Saint-Jacques de Compostelle.

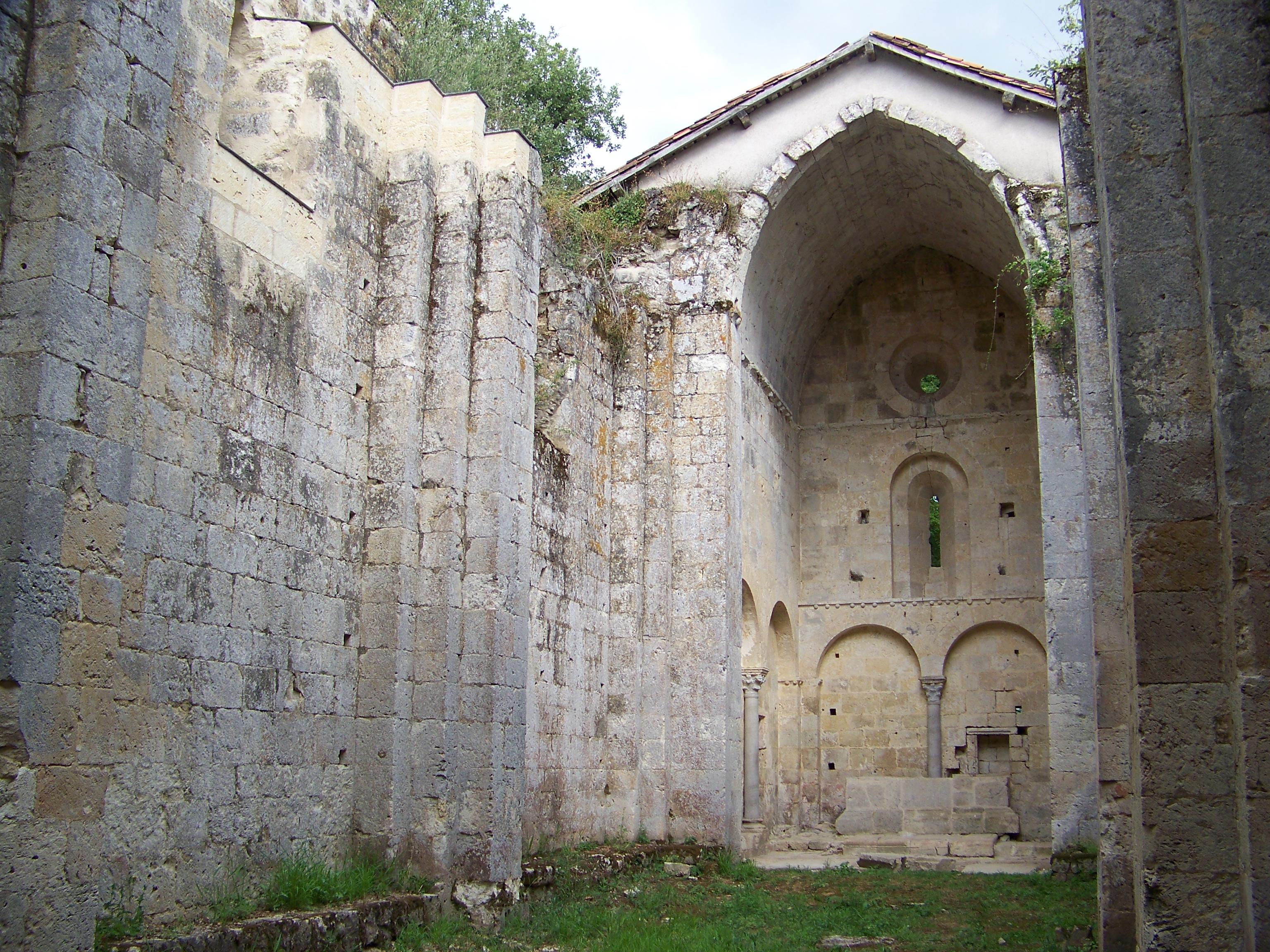
Ruines de l'église de Genens.
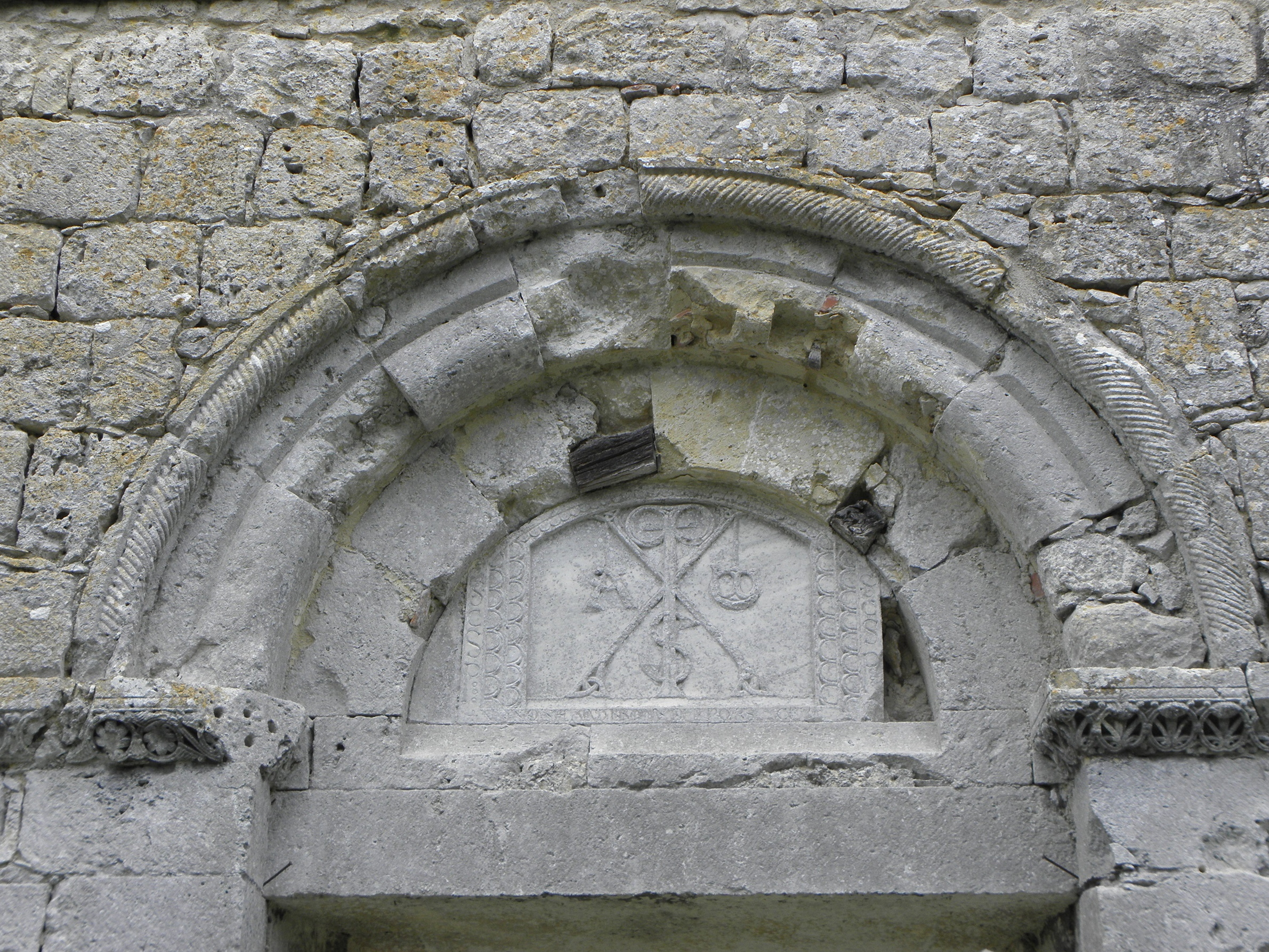
Église Saint-Pierre de Genens, portail
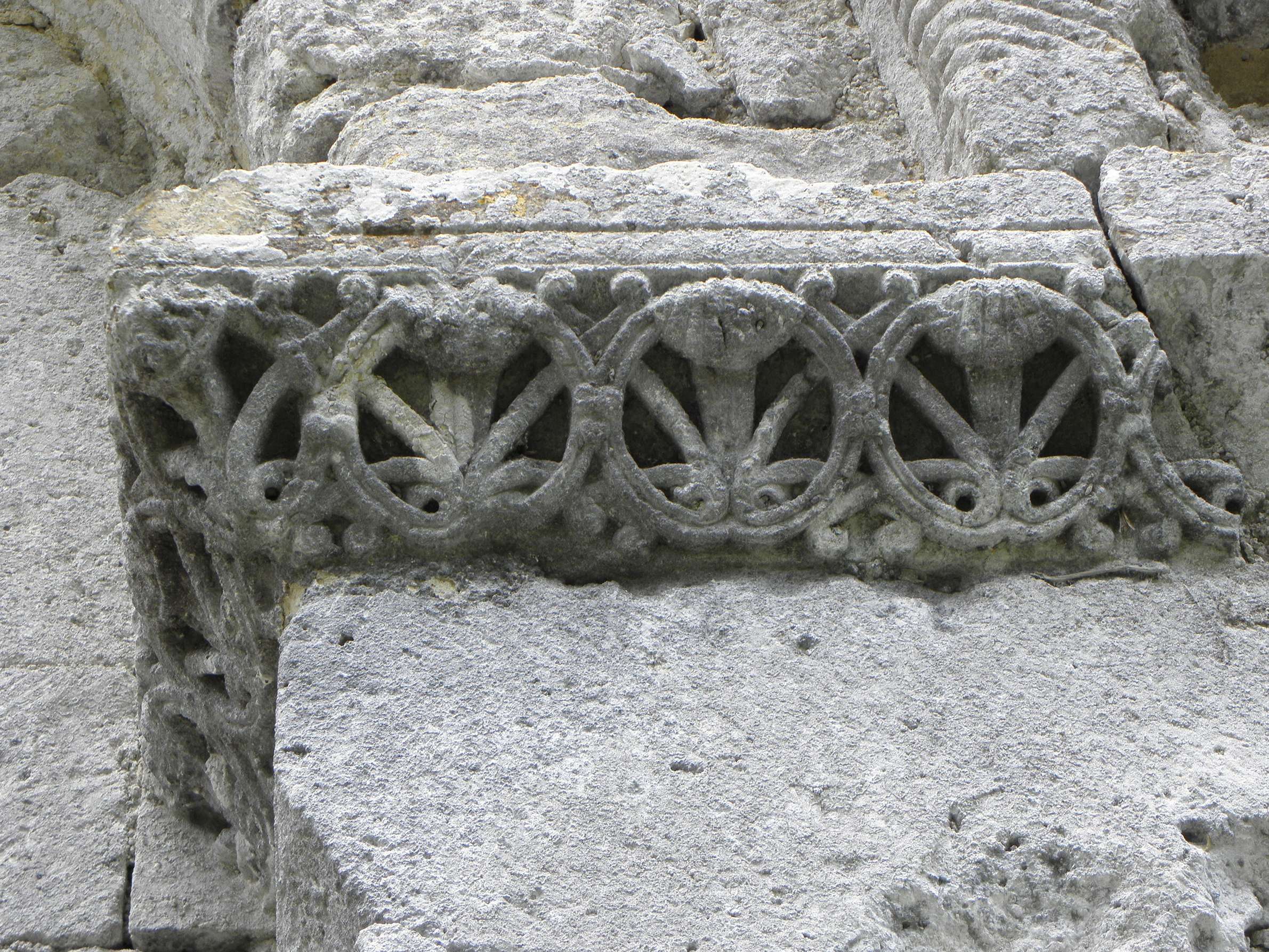
Église Saint-Pierre de Genens
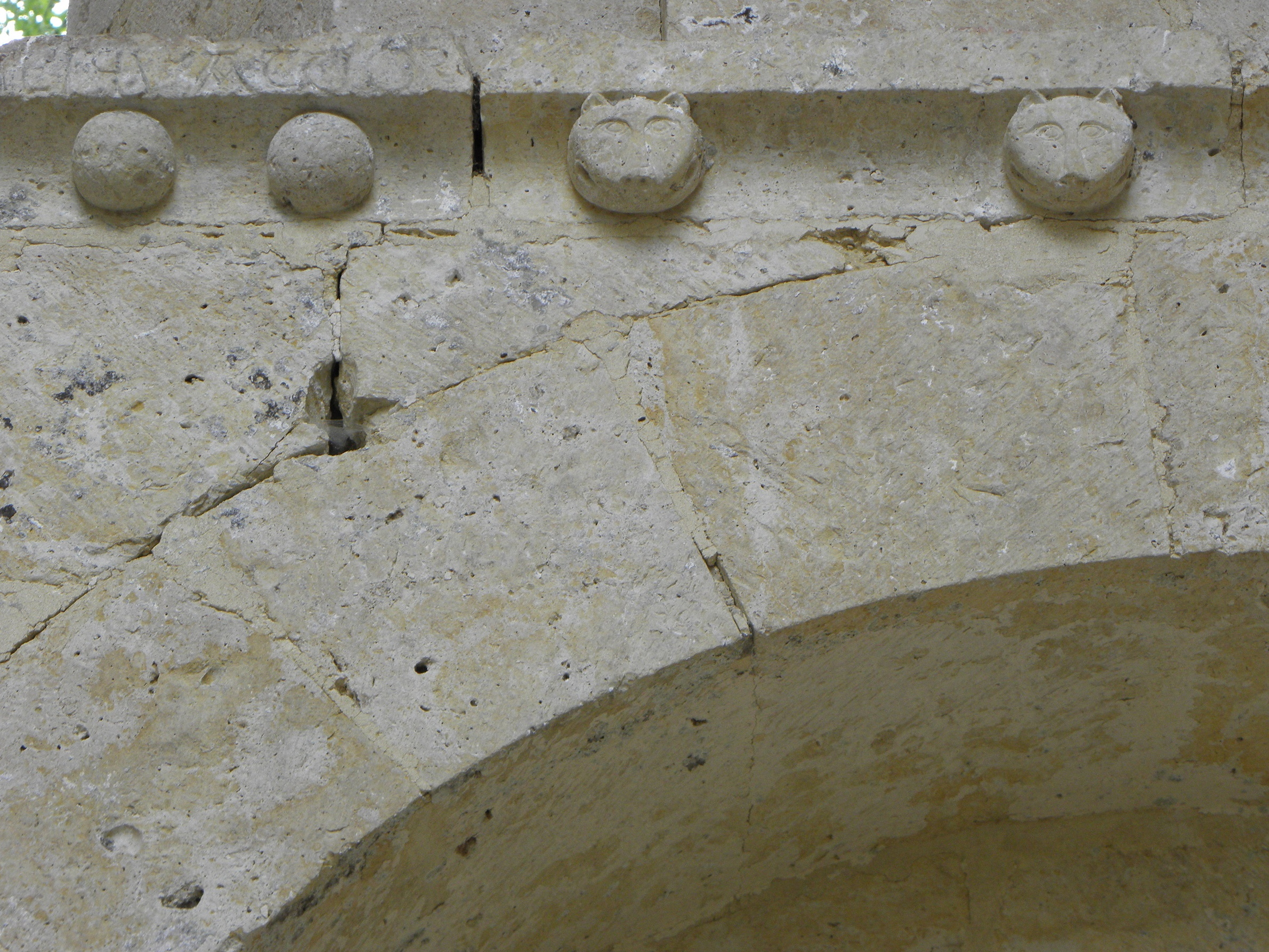
Église Saint-Pierre de Genens
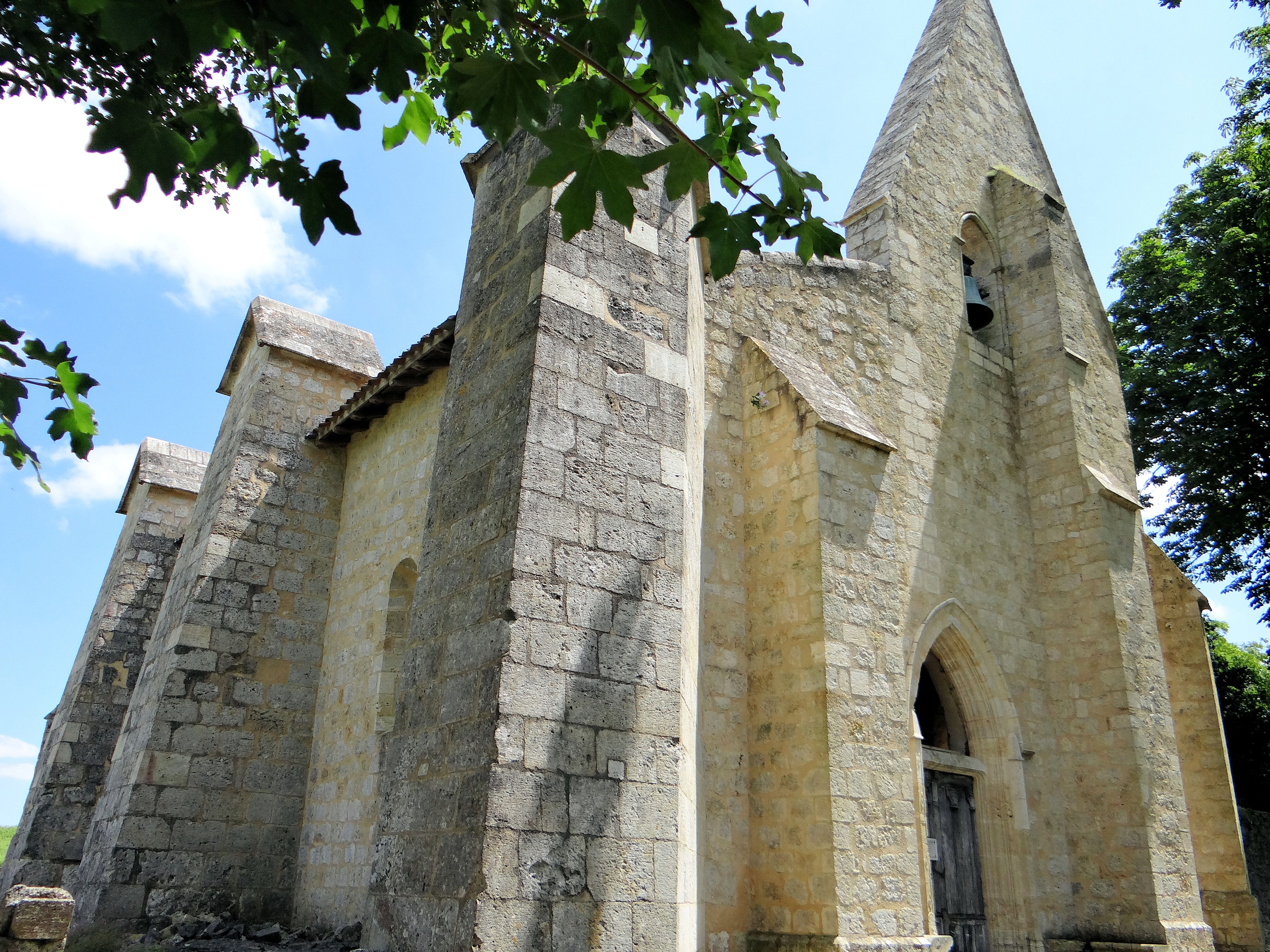
Église de Luzanet

- Église Saint-Jean-Baptiste de Balarin.
- Église Saint-Louis d'Arquizan.
- Église Saint-Vincent de Corneillan.

### Personnalités liées à la commune

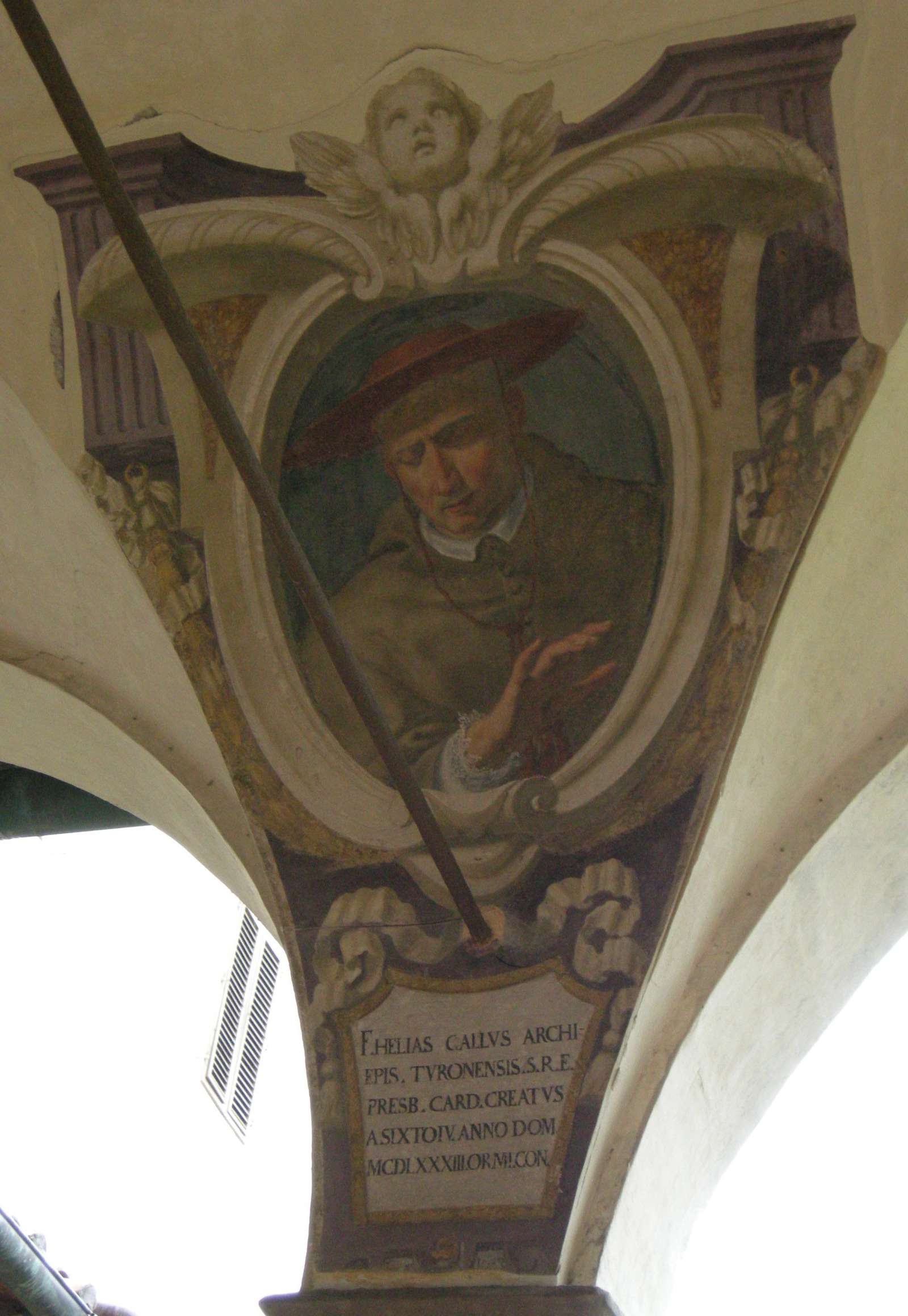
Hélie de Bourdeilles

- Hélie de Bourdeilles (1423-1484) : prêtre franciscain ayant exercé à Montréal ;
- Joseph Ducaud (1877-1971) : homme politique mort à Montréal ;
- Philippe Mothe (1957-) : joueur de rugby à XV né à Montréal-du-Gers, champion de France de rugby à XV en 1981-1982 avec le Sporting union Agen Lot-et-Garonne et finaliste en 1984 et 1986. Trois-quarts centre (1,82 m).
- Francis Duranthon (1961-) : Paléontologue, il dirige depuis sa découverte en 1992 des campagnes annuelles de fouilles sur un important gisement de fouilles datant de 17 millions d'années. La faune comprend 90 espèces de vertébrés, allant de la taille d'une souris à celle d'un éléphant. L'ensemble constitue un instantané, une sorte de photographie de la vie animale dans cette région de la Gascogne, voici 17 millions d'années. Il y a notamment été décrit pour la première fois l'espèce Ampelomeryx ginsburgi, sorte de cerf-girafe;
- Macha Méril (1940-) Possède une maison de campagne et une propriété dans le village où elle vient régulièrement.

### Héraldique
| Blason | Blasonnement : D'azur à la montagne d'or surmontée d'une couronne du même. |

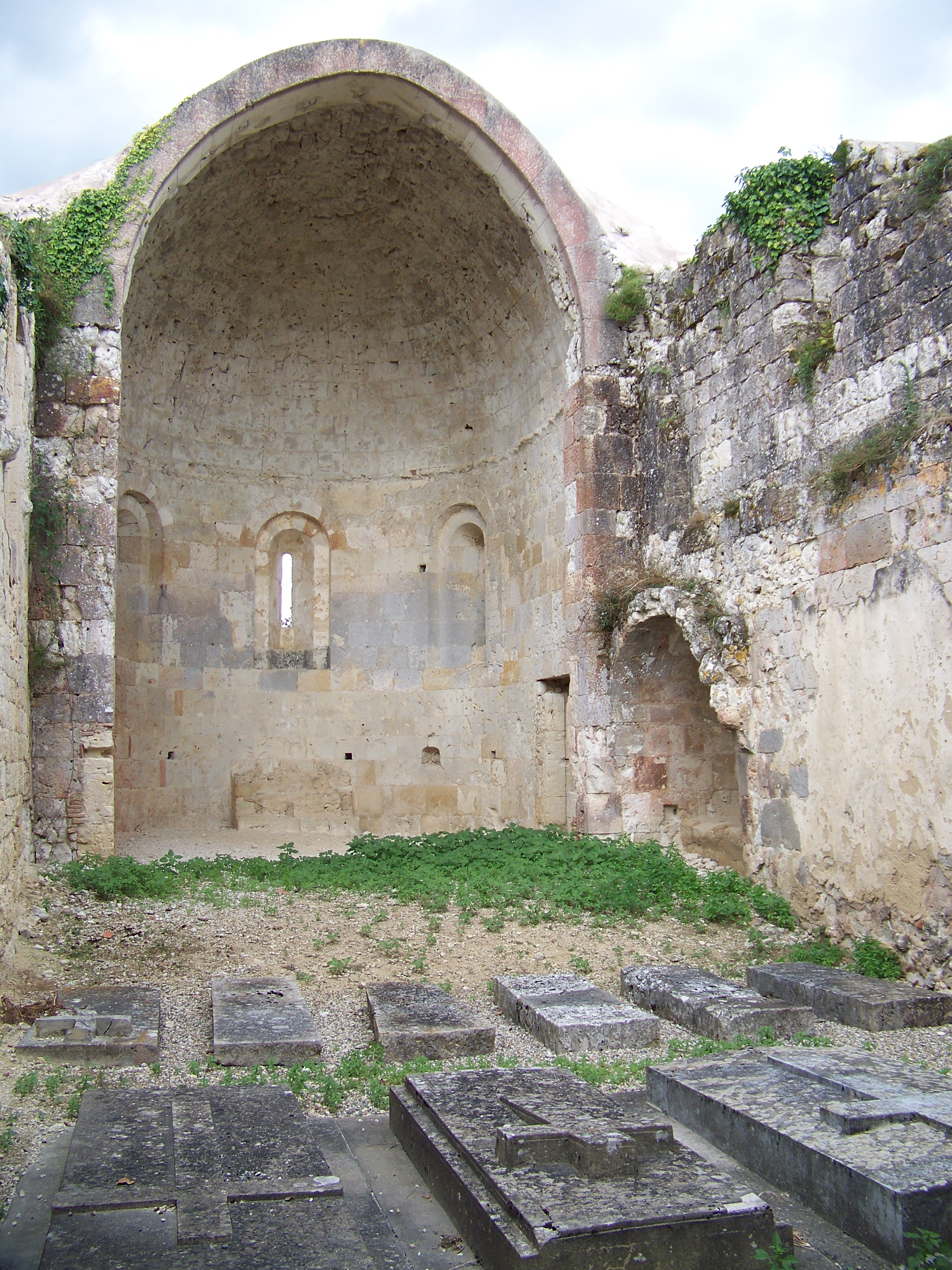
Lagraulet-du-Gers, chapelle Saint Lannes
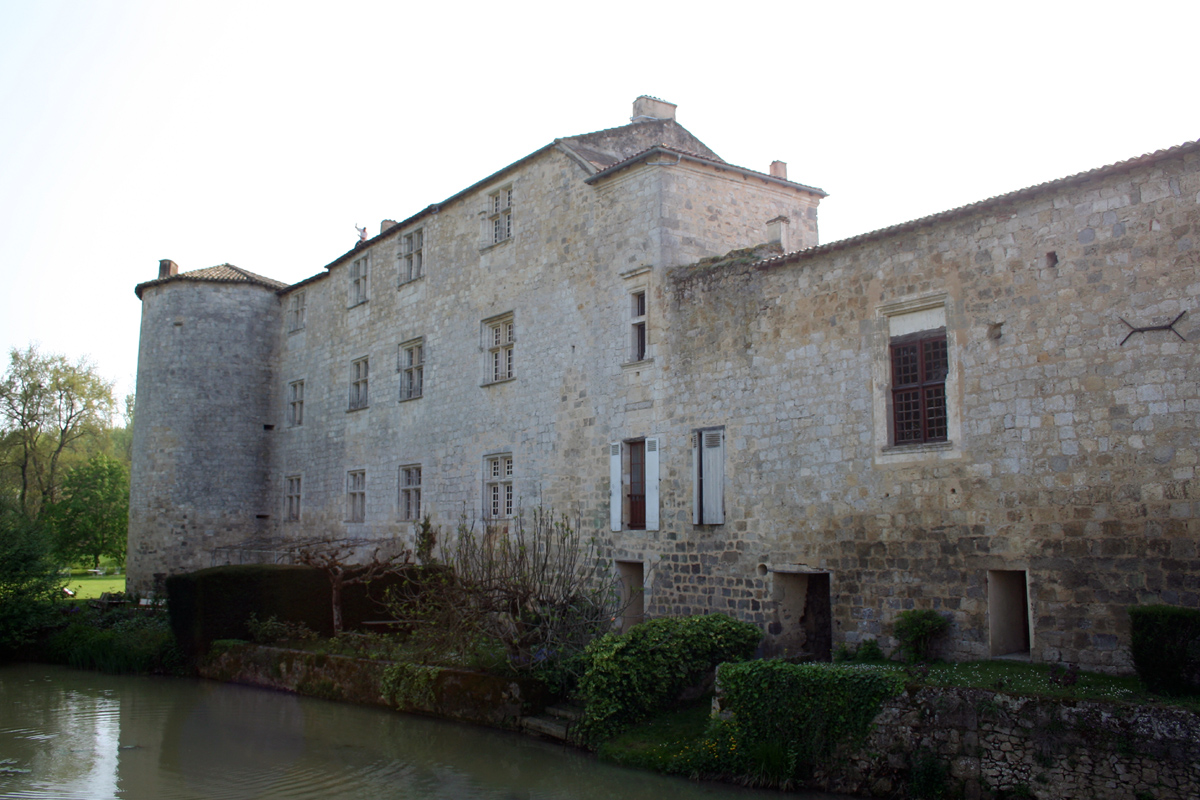
Château de Fourcès
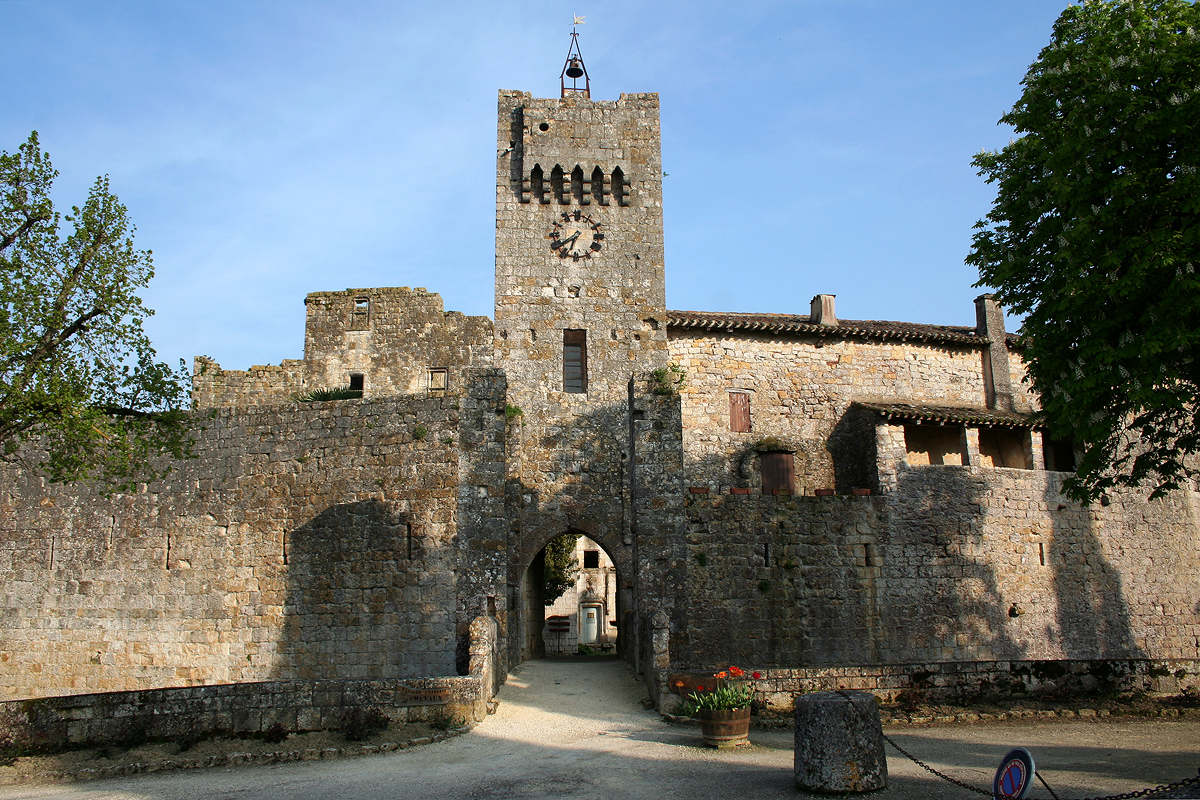
Larressingle, entrée par le pont-levis
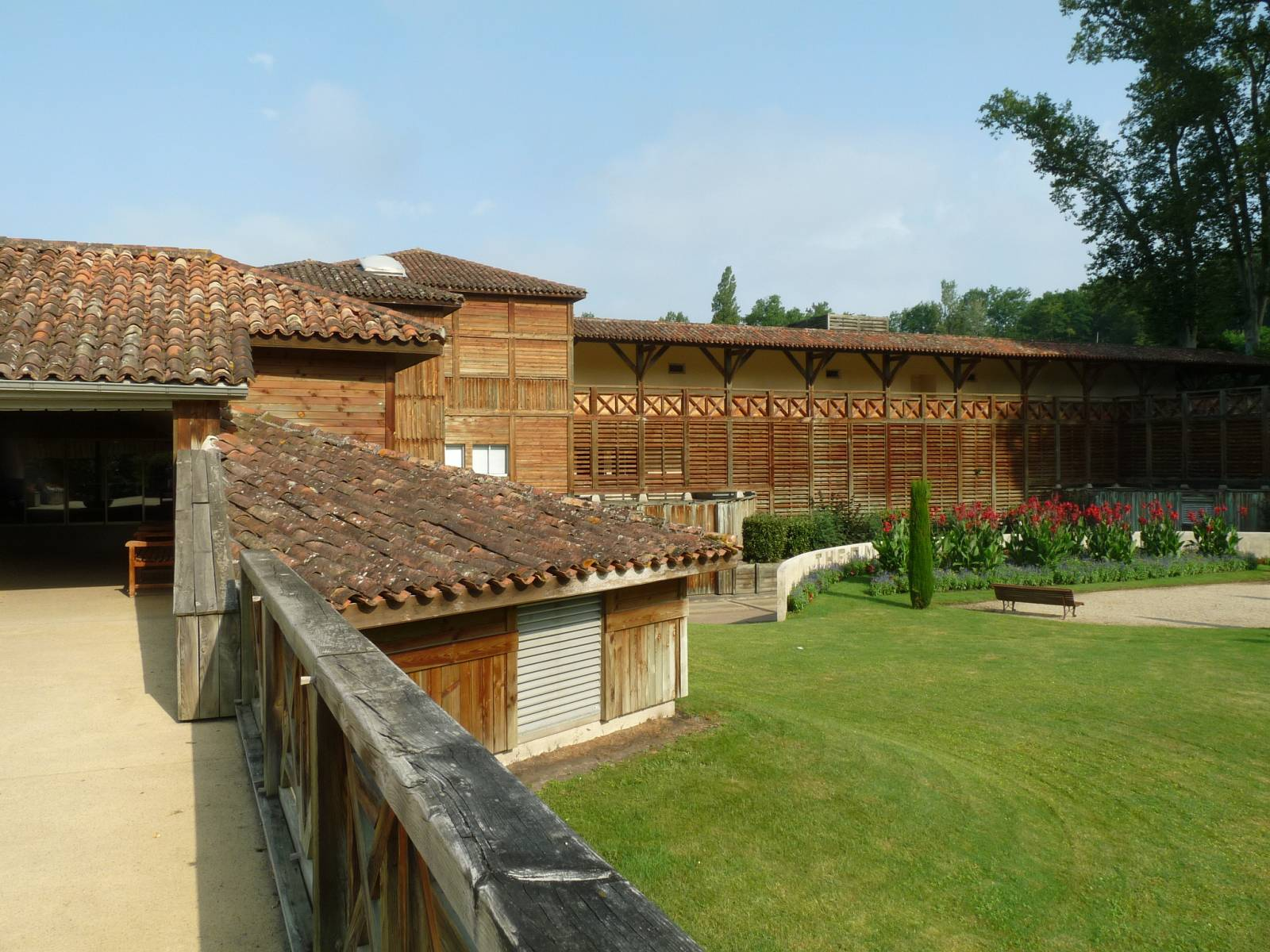
Thermes de Barbotan